# Demografía de El Salvador
El Salvador por su población, contabilizada en 6 029 976 habitantes en el año 2024, su densidad demográfica es de 286.58 hab./km² (una de las mayores del mundo), es el país soberano más densamente poblado de América sin incluir el archipiélago de las Antillas, no obstante, El Salvador tiene el crecimiento poblacional más bajo de Centroamérica, y su población comenzará a caer por la reducción del nivel de fecundidad y un proceso de envejecimiento, la disminución de población de El Salvador será la más alta de América Latina y del mundo similar a países como Japón o España, y pasara a ser el país menos poblado del istmo centroamericano en la actualidad la edad media de El Salvador es la más longeva de Centroamérica, sin embargo en el 2100, la edad media del país será de 50,55 años, la tercera más alta y longeva de América Latina.
El área metropolitana de San Salvador tiene una población de 2 017 170 habitantes, lo que equivale al 33,45% de la población total. Aproximadamente el 35% de la población salvadoreña vive en zonas rurales. El ente oficial encargado de los registros y estudios demográficos es la Oficina Nacional de Estadísticas y Censos del Banco Central de Reserva de El Salvador.

## Población

### Población total
6 029 976 (2024)

### Proyecciones
- Año 2030: 6 486 206
- Año 2020: 6 234 673
- Año 2010: 6 068 249
- Año 2000: 5 943 365
- Año 1990: 5 399 726
- Año 1980: 4 540 381
- Año 1970: 3 668 796
- Año 1960: 2 791 458
- Año 1950: 2 183 505

Fuente: PopulationPyramid.net - El Salvador - Población 1950 - 2100

## Evolución demográfica

### Historia demográfica
El primer censo de población de El Salvador fue realizado el año 1930.  En 1912, The Times reportaba una población de 1 707 000.
| Año del Censo             | Población Total (Habitantes) |
| ------------------------- | ---------------------------- |
| Censo salvadoreño de 1930 | 1 434 361                    |
| Censo salvadoreño de 1950 | 1 855 917                    |
| Censo salvadoreño de 1961 | 2 510 984                    |
| Censo salvadoreño de 1971 | 3 554 648                    |
| Censo salvadoreño de 1992 | 5 118 599                    |
| Censo salvadoreño de 2007 | 5 744 113                    |
| Censo salvadoreño de 2024 | 6 029 976                    |

### Envejecimiento
Actualmente, El Salvador es la  nación más envejecida de América Central, y una de las más longevas de Latinoamérica. El proceso de envejecimiento se debe principalmente por la caída de la tasa de fecundidad, de 3,5 hijos por mujer en 1998 a 1,8 hijos por mujer en 2015, además el país es ahora el que menos crece demográficamente (0,4% anualmente). Antes de la Guerra Civil de 1980, El Salvador tenía la tasa segunda de crecimiento más alto de América Central, solo superado por Guatemala. La baja tasa de crecimiento y la emigración de salvadoreños al exterior afectó el crecimiento poblacional del país; según unas proyecciones realizadas en el país, El Salvador crecerá con menos de 30 000 personas anualmente a partir de 2030; éste crecimiento llegará a su tope en 2050 con 6.825.935 de habitantes manteniéndose estable toda esa década y a partir de la década de 2070 ésta empezará a decrecer con -0,2% anualmente, luego para el 2080 con -0.7% anualmente, para el 2090 con -1,9% anualmente y para el 2100 con -4.6% de resta. Costa Rica también sigue el mismo patrón, aunque con un decrecimiento de una década previa y con restas más grandes. Si las proyecciones son certeras, el país pasaría de ser uno de los más poblados a uno de los menos poblados del istmo.
Para el 2021, la edad media de El Salvador es de 31,8 años de edad, según expertos, la tasa de fecundidad por cada mujer en El Salvador se ha quedado estancada en 1,7 hijos, esto indica que la población mayor a 65 años tenga un crecimiento superior y acelerado, para el año 2100, la edad media de El Salvador será de 50,55 años de edad, la tercera más alta y longeva de Latinoamérica.
| Año  | Población mayor de 65 | Porcentaje |
| ---- | --------------------- | ---------- |
| 2000 | 330 448               | 5,6%       |
| 2025 | 797 441               | 11,3%      |
| 2050 | 1 900 000             | 24,1%      |

## Composición étnica
La composición étnica de El Salvador es la manera en la que se constituye étnicamente y antropológicamente la población de dicho país, el núcleo primordial es un mestizaje entre tres raíces fundamentales: la indígena, la española y la negra que posteriormente fue enriquecida por la inmigración de españoles, italianos y árabes. El Salvador cuenta con una población homogénea mestiza, blanca y mulata, con minorías indígenas, árabes y asiáticas.
| Composición étnica 1750-1930 - El Salvador                       | Composición étnica 1750-1930 - El Salvador | Composición étnica 1750-1930 - El Salvador | Composición étnica 1750-1930 - El Salvador |
| Año                                                              | Mestizo %                                  | Indígena %                                 | Blanco %                                   |
| ---------------------------------------------------------------- | ------------------------------------------ | ------------------------------------------ | ------------------------------------------ |
| 1750                                                             | 40,0                                       | 50,0                                       | 10,0                                       |
| 1805                                                             | -                                          | 22,0                                       | -                                          |
| 1821                                                             | -                                          | 22,0                                       | -                                          |
| Composición étnica de la población en los censos desde 1750-1930 |                                            |                                            |                                            |

### Salvadoreños mestizos

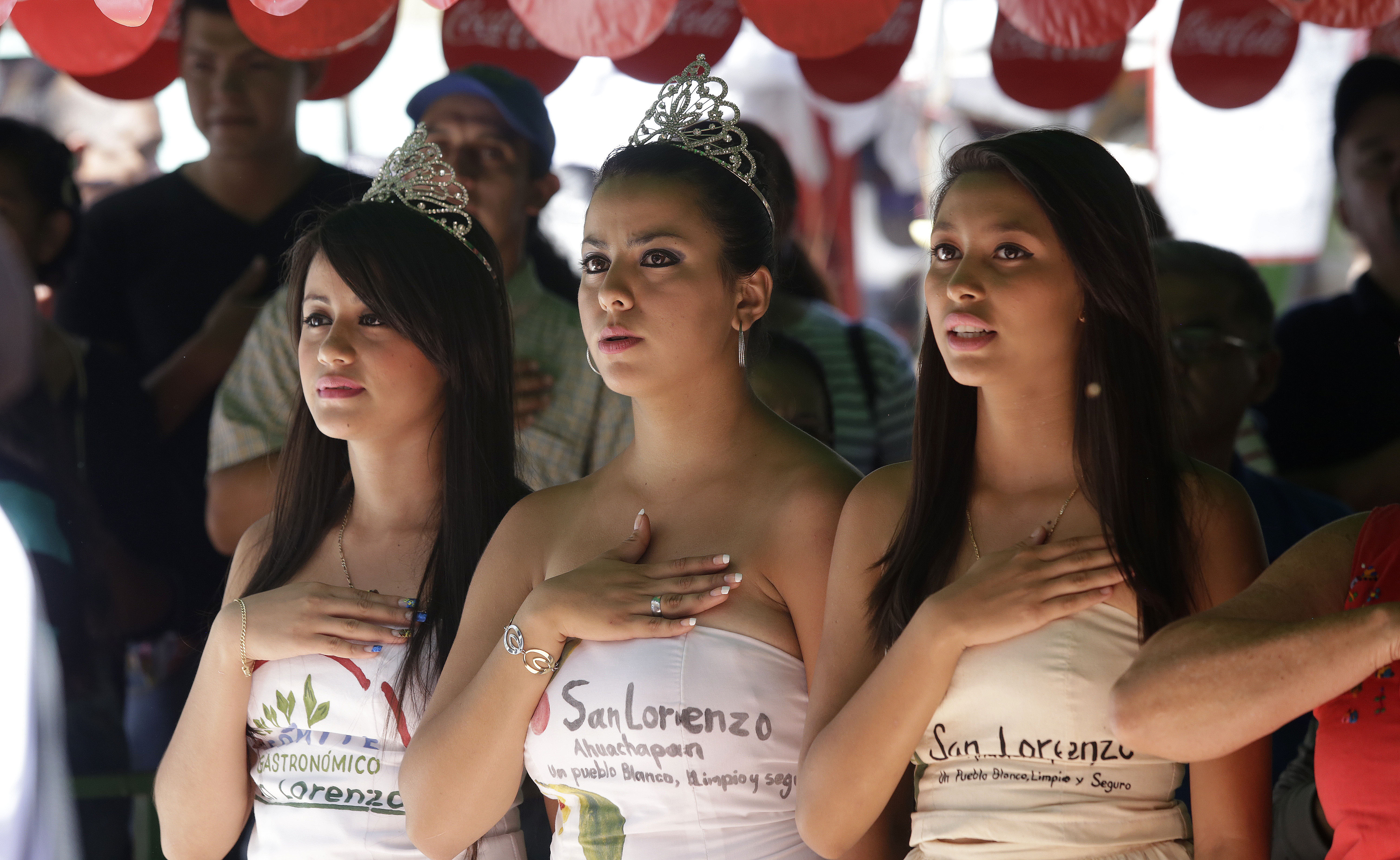
Jóvenes salvadoreñas en Ahuachapán.
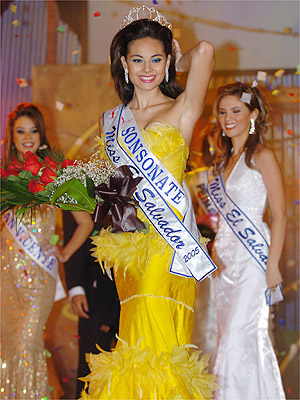
Irma Dimas y otras reinas de bellezas salvadoreñas
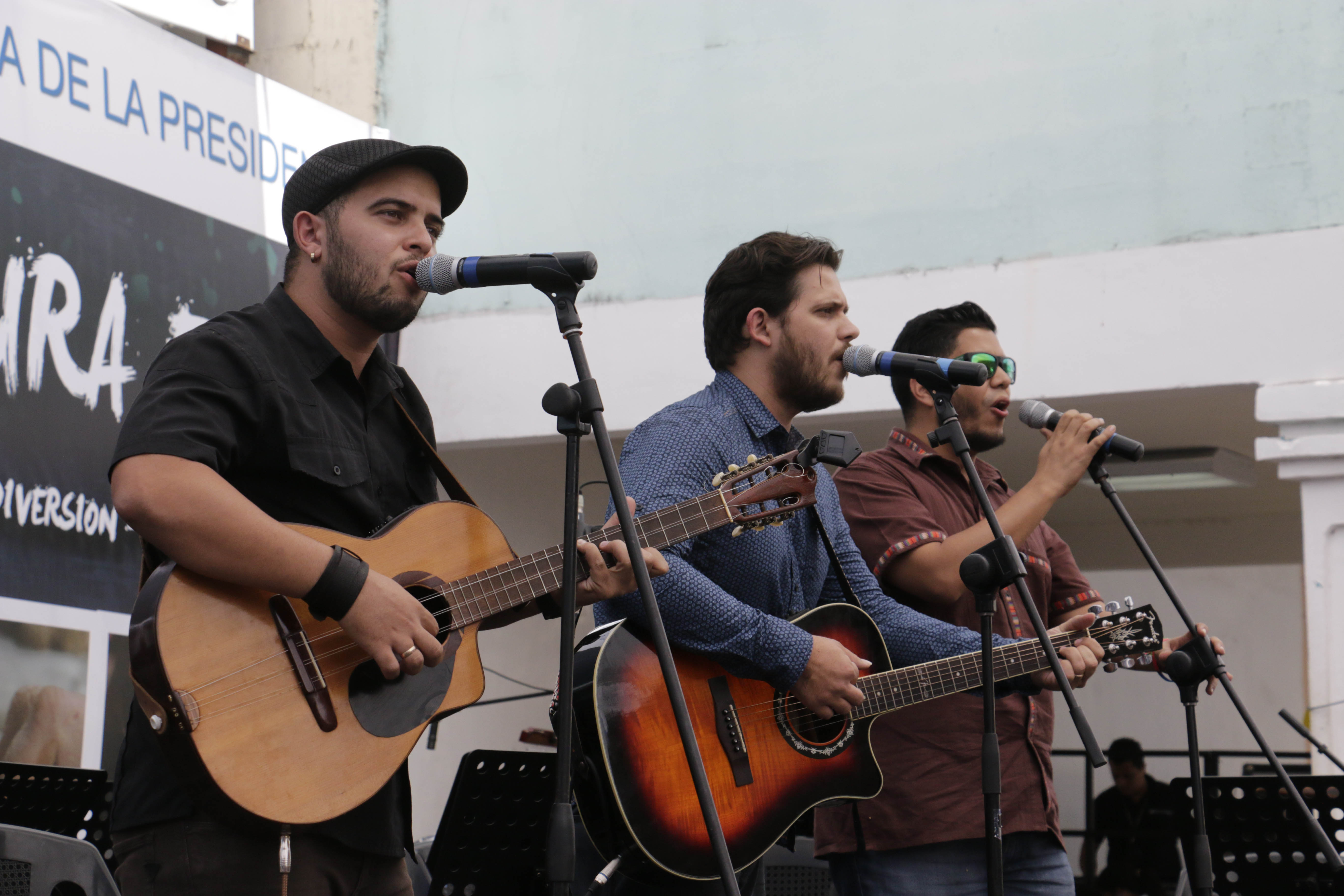
Grupo musical salvadoreño en San Salvador
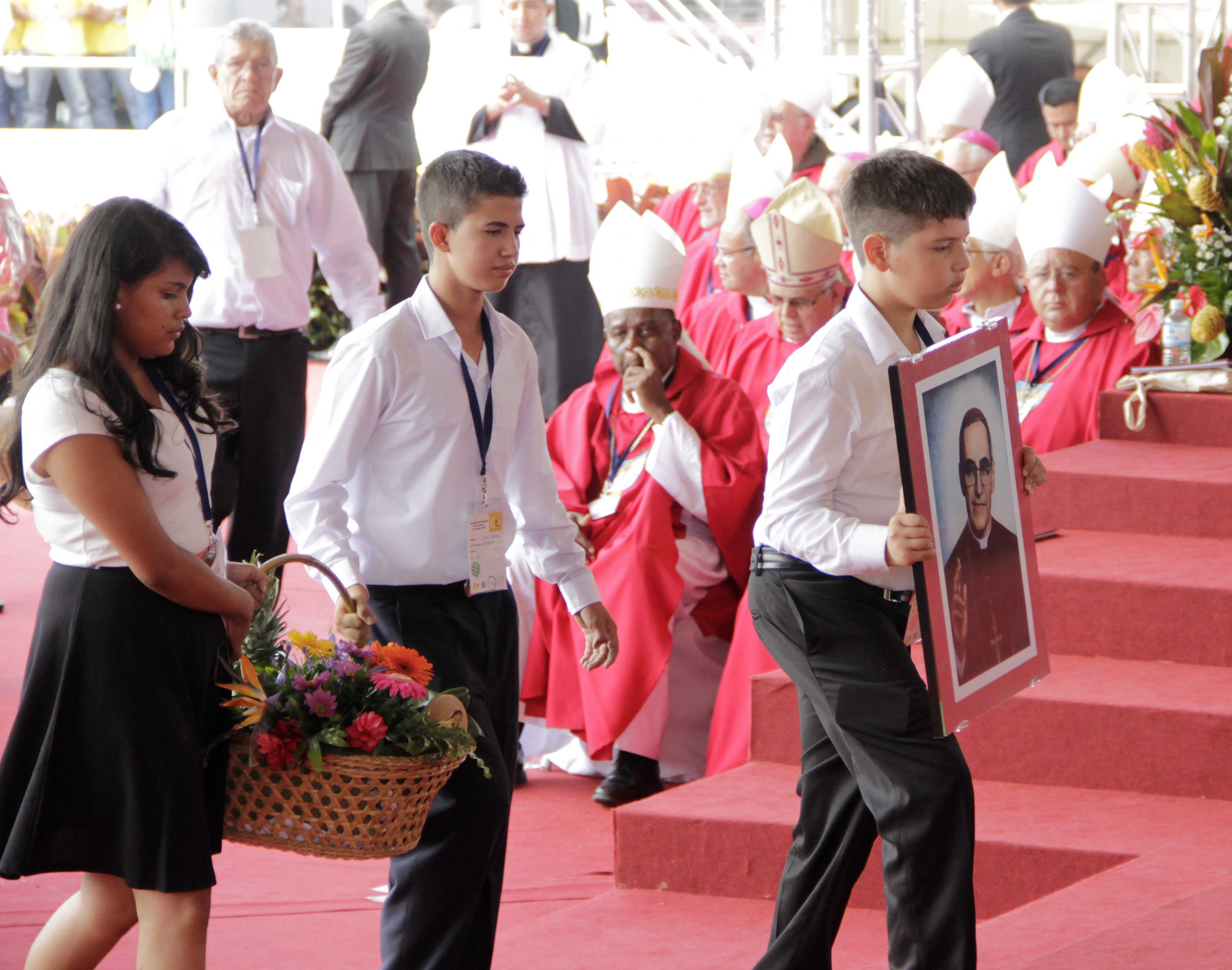
Niños salvadoreños en la beatificación de Monseñor Oscar Romero
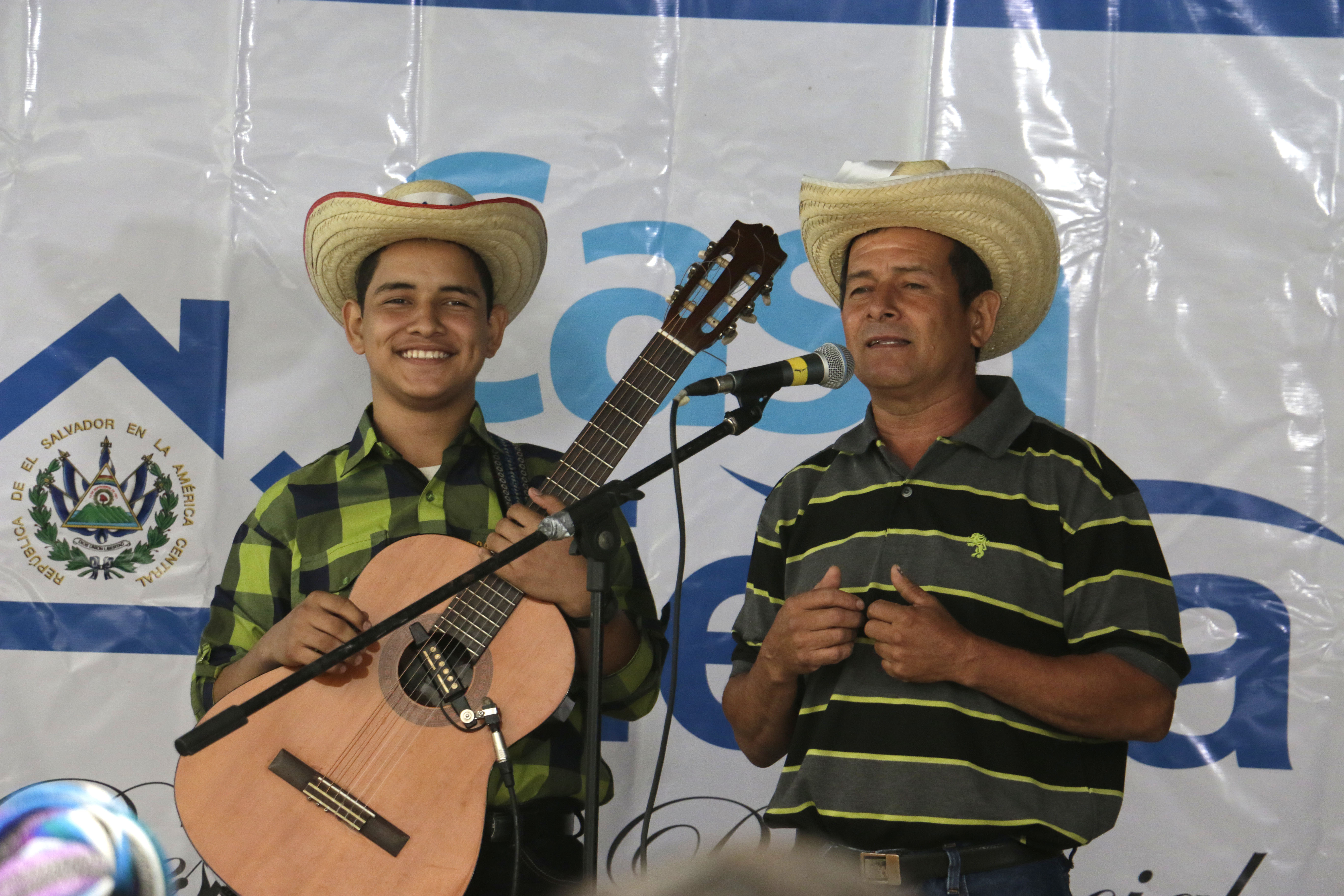
Cantante salvadoreño Jair Noyola y su padre.

Los mestizos aparecieron poco después de la llegada de los europeos al continente americano, cuando la escasez de mujeres blancas hizo que los conquistadores mantuvieran relaciones sexuales con mujeres indígenas. Tras la implantación del sistema de castas, apareció una multitud de términos para denominar a los mestizos de acuerdo a la cantidad de sangre europea o indígena que tuvieran. Al mestizo de primera generación se le llamó mestizo limpio o mestizo bueno, al que eran producto de la unión de un español y una mestiza, castizo, y al que lo era de la unión de un mestizo y una indígena, coyote. De un coyote y una indígena nacía un chamizo salta atrás y de un español y una castiza, otro español, ya que a diferencia de la sangre africana, la sangre indígena podía "limpiarse". Los mestizos ocuparon un lugar intermedio en la pirámide social de la colonia, por debajo de los españoles y criollos, pero por encima de los indígenas y los negros.
En los primeros años de la época colonial, la población mestiza, mulata y blanca ya representaba a la mitad de la población, en 1821, la población mestiza, pardo y blanca representaba al 78%.
En la actualidad los mestizos son el grupo étnico más numeroso de El Salvador, incluyendo a pardos y blancos que se identifican como mestizos
Hoy en día, muchos salvadoreños se identifican culturalmente como parte de la población mestiza salvadoreña mayoritaria, incluso si son étnicamente de origen europeos (especialmente mediterráneos), así como pueblos indígenas en El Salvador que no hablan lenguas indígenas ni tienen una cultura indígena, y tri -racial/pardo salvadoreños o árabes salvadoreños. La cultura mestiza salvadoreña se convirtió rápidamente en la cultura más exitosa y dominante en El Salvador. Esto ha convertido a El Salvador en una de las naciones más mestizas del mundo.

### Salvadoreños nativos americanos

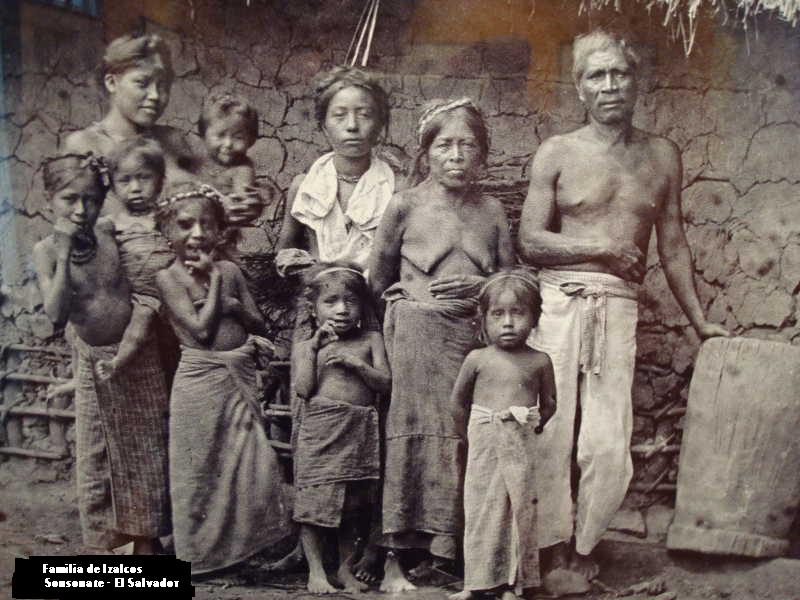
Familia indígena en Izalco, Sonsonate
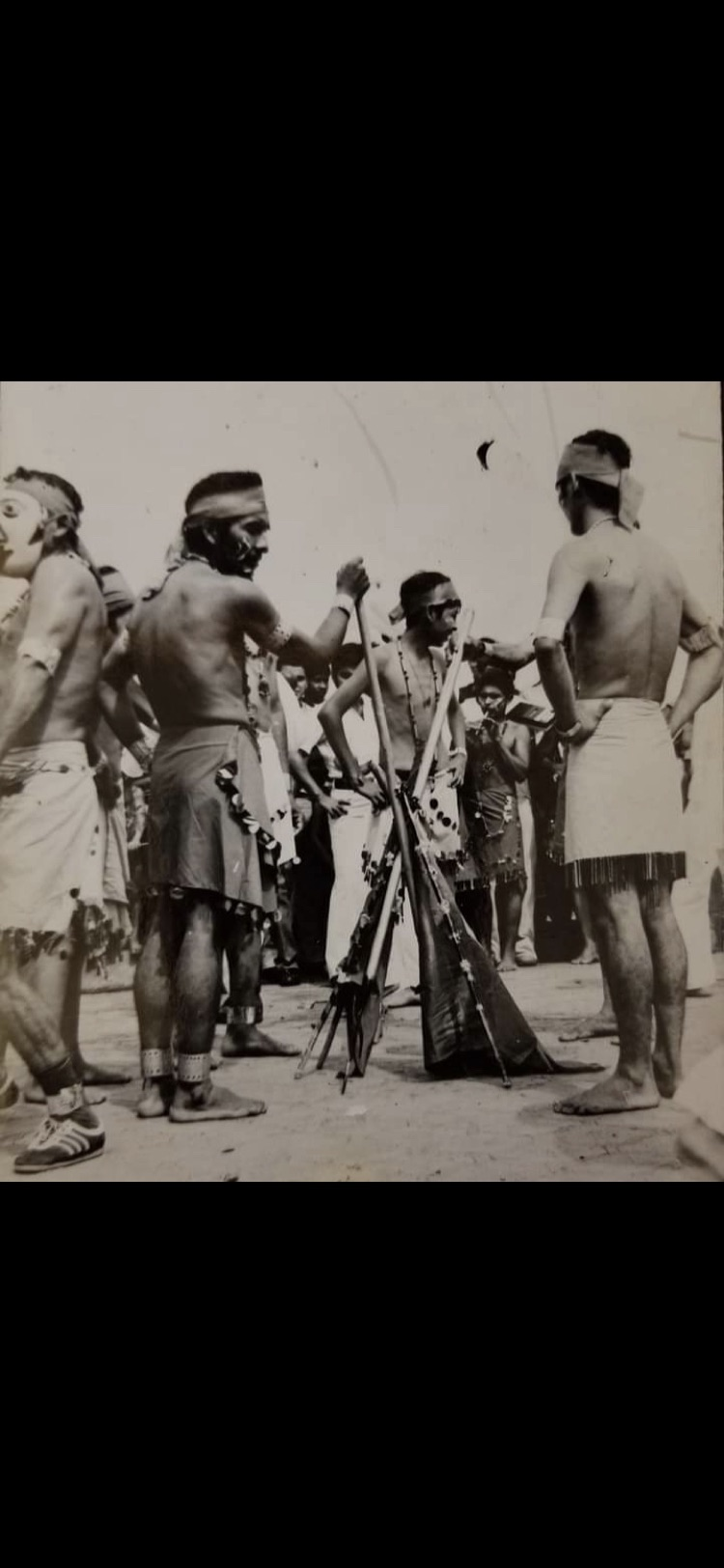
indigenas Lencas en Yucuaiquin 1988
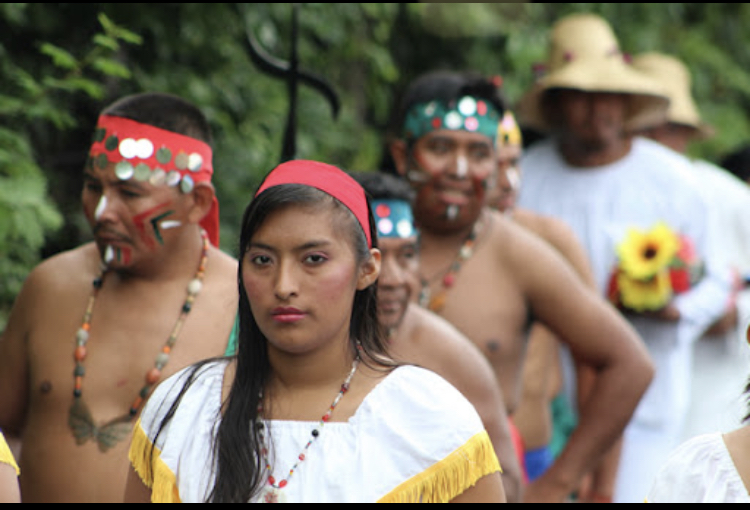
indigenas Lencas en Yucuaiquin 2014
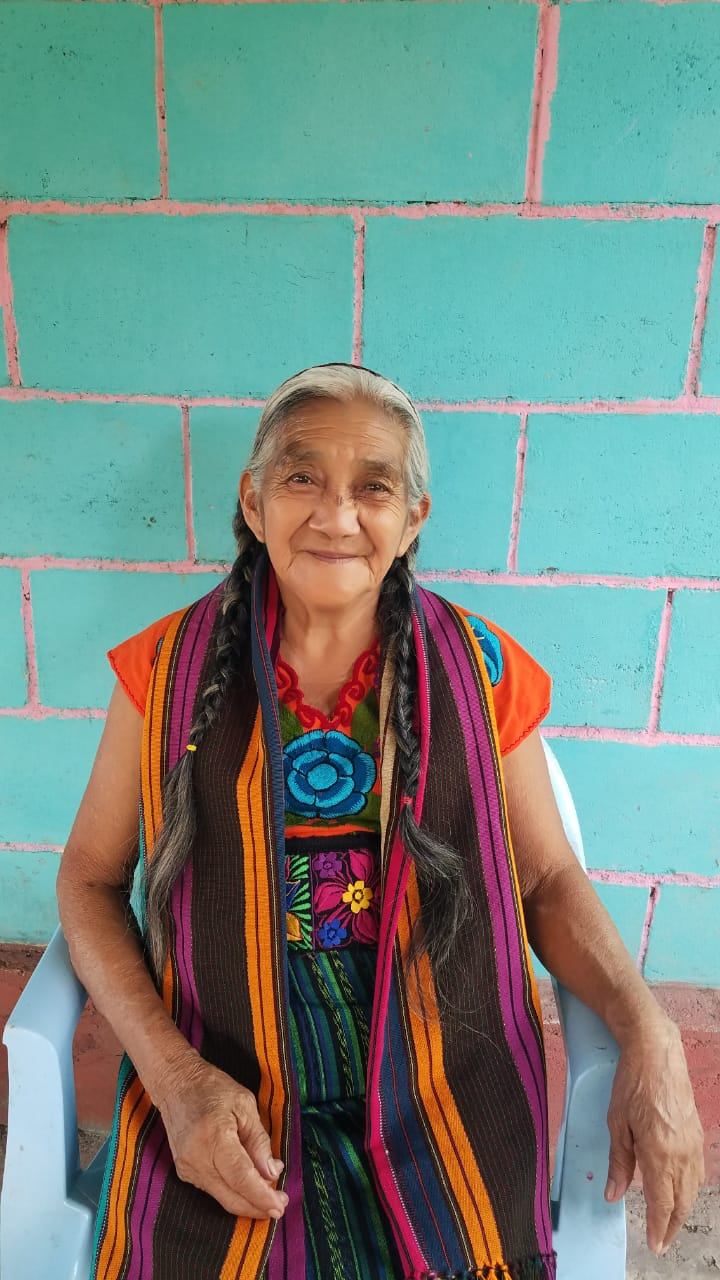
Nantzin Sixta es una mujer hablante nativa del idioma náhuat en Santo Domingo de Guzmán.
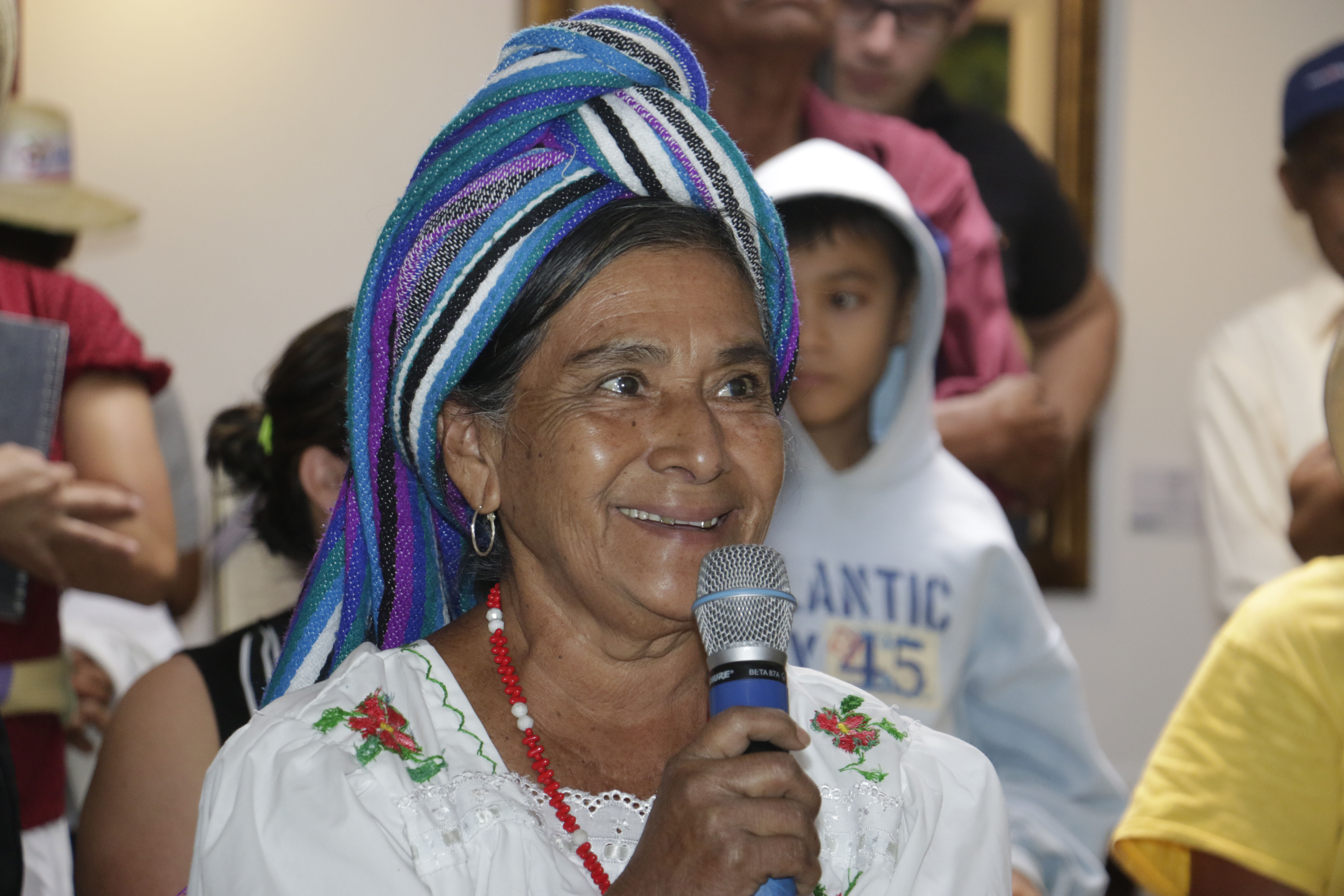
Mujer indígena en El Salvador
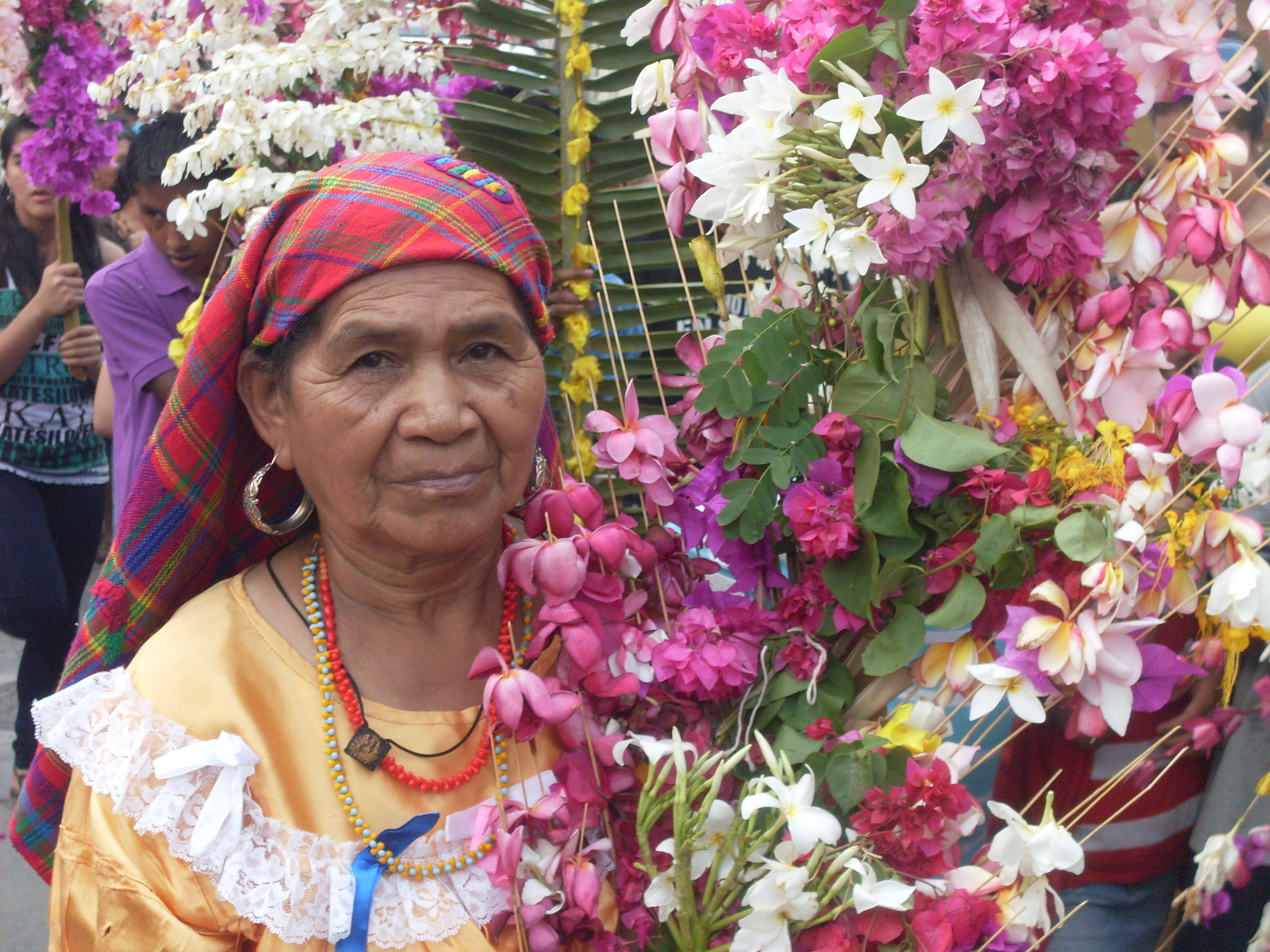
Señora indígena en Panchimalco
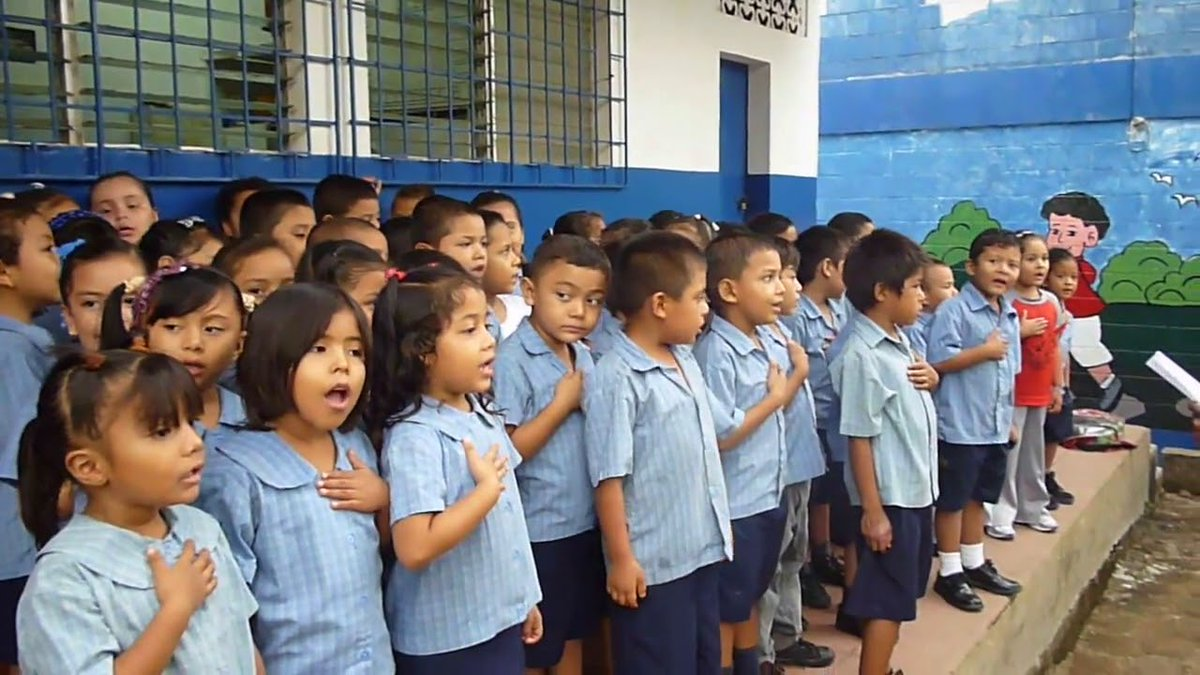
Niños indígenas cantando el himno nacional
Pueblos indígenas que habitaban el territorio salvadoreño en tiempos de la conquista: 1. Náhuas, 2. Lencas, 3. Kakawiras o Cacaoperas, 4. Xincas, 5. Mayas Chortis, 6. Mayas Pokomames, 7. Chorotegas.

Se estima que antes de la llegada de los europeos había 500 000 indígenas en El Salvador.
Tras el arribo de los conquistadores españoles, la población indígena se redujo drásticamente debido a las epidemias y la guerra. El sistema de castas asignó a los indígenas el lugar más bajo de la escala social, solo por encima de los individuos de origen africano. No obstante, la clase dirigente indígena siguió gozando de ciertos privilegios (por ejemplo, los caciques ostentaban la dignidad de hidalgos).
En la actualidad, la población indígena es muy reducida y representa al 8%, la mayoría se concentran en el occidente y hablan español como lengua materna y náhuat como segunda lengua.
Antes de la conquista, los grupos indígenas más grandes y dominantes en El Salvador eran los lencas y los nahua-pipil; seguidos de pequeños enclaves de  pueblos mayas (poqomam/Ch'orti'), cacaopera, pueblo xinca, y chorotega. En la actualidad, persisten los siguientes pueblos indígenas: pipiles, ubicado en el occidente y centro del país; lencas, ubicado al este del río Lempa); y pequeñas poblaciones de cacaopera en el Departamento de Morazán.

### Salvadoreños blancos

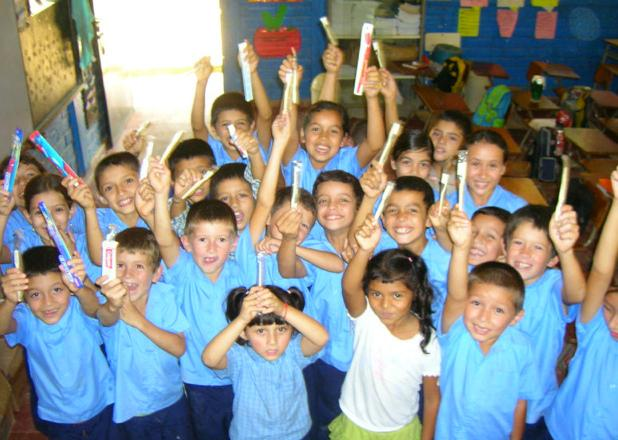
Niños salvadoreños de Metapán

Tras la conquista de la población nativa, los españoles establecieron un sistema de castas en la que ellos y sus descendientes ocuparon la parte superior de la pirámide social. Sin embargo, los españoles nacidos en América (criollos) desempeñaron un papel secundario dentro del sistema, siendo los peninsulares quienes tenían derecho a los altos cargos políticos, religiosos y militares. Es por esta razón que fueron los criollos quienes iniciaron los movimientos independentistas a principios del siglo XIX. En 1790 hubo un crecimiento de la población criolla debido a que muchas familias pobres de Galicia comenzaron a migrar a El Salvador, cuando El Salvador se independizó. La población criolla era muy escasa, solamente eran 50,000 lo que representa al 20%. En los siguientes años la migración ha estaba presente comenzando con la inmigración española sefardí y inmigración española en El Salvador seguido de refugiados de la Primera y Segunda Guerra Mundial.
En la actualidad hay salvadoreños de ascendencia española, palestina, italiana, francesa, portuguesa, alemana, británica e Irlandesa, la mayoría de los salvadoreños que poseen rasgos mediterráneos se identifican como mestizos debido a que se asimilaron a la cultura de El Salvador.
Tras la guerra civil de El Salvador, muchos salvadoreños blancos de clase alta, media o baja migraron hacia Estados Unidos. Según la Oficina del Censo de Estados Unidos, el 40,5% de los salvadoreños que están viviendo en Estados Unidos se declararon de raza blanca en 2010.

### Salvadoreños de origen español

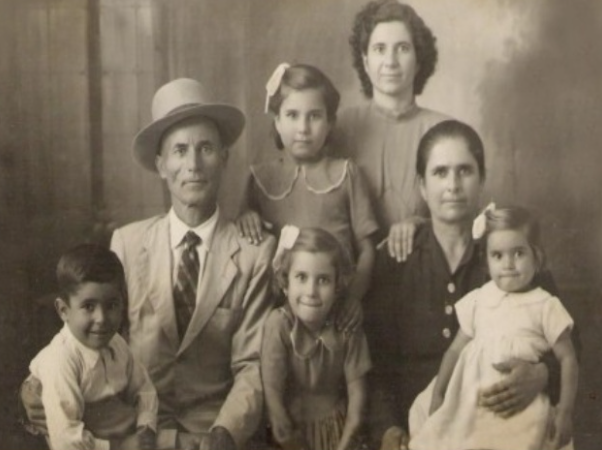
Una familia española de Galicia en el departamento de Chalatenango, El Salvador
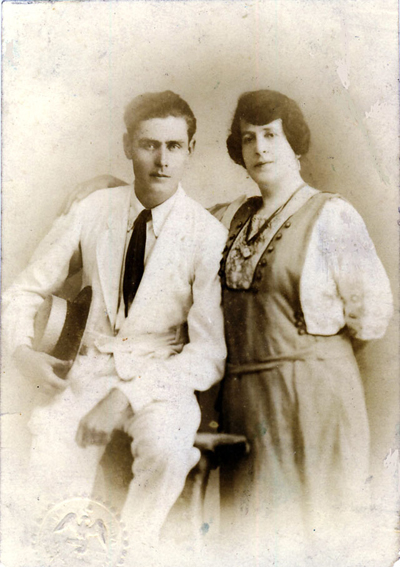
Salarrué y su madre. Salarrué fue un importante escritor, poeta y pintor salvadoreño. De ascendencia española, su padre Alejandro Arrué Jiménez llegó a El Salvador procedente del País Vasco.
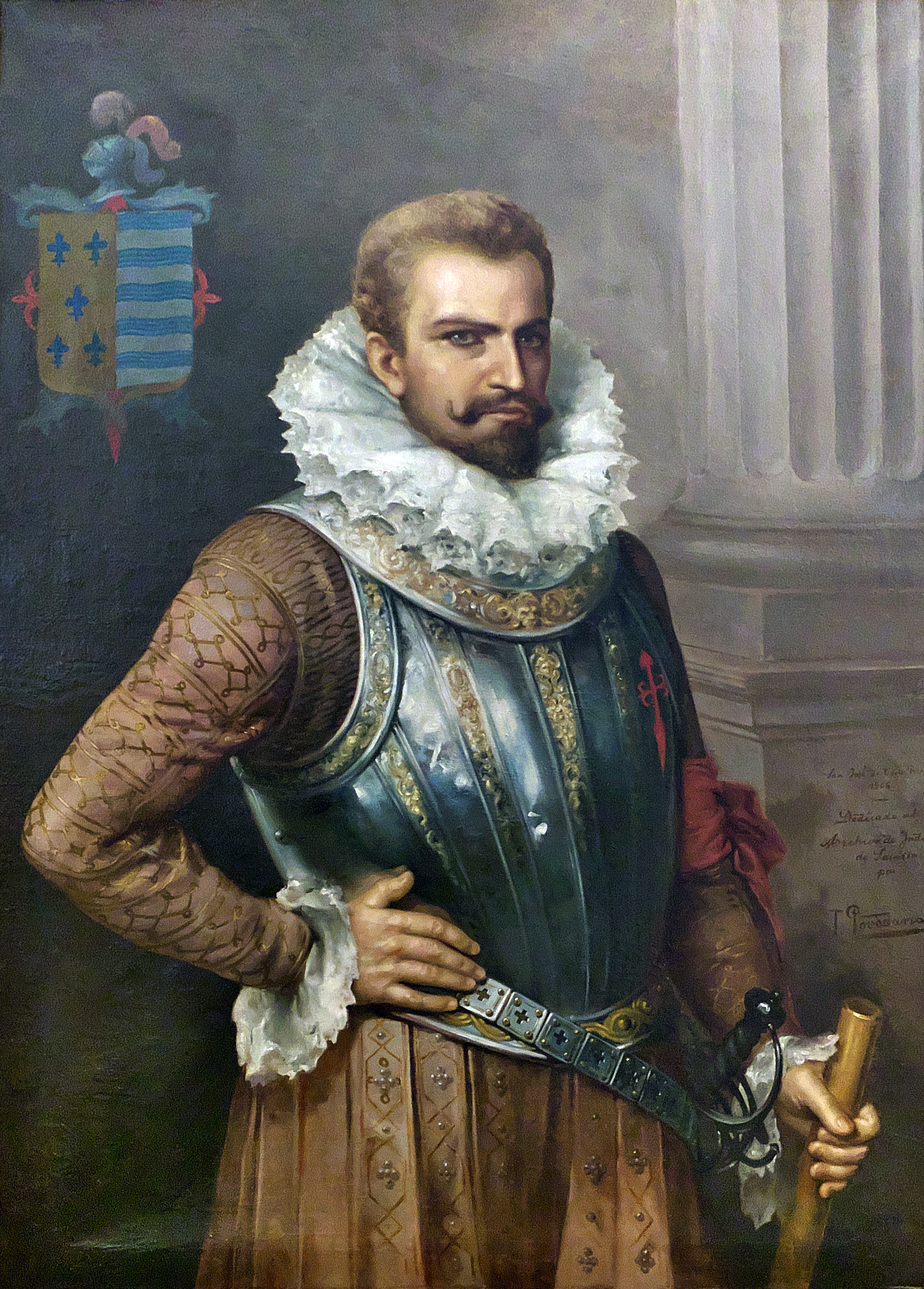
El conquistador Pedro de Alvarado y su ejército español ingresaron por primera vez a los territorios de lo que ahora es El Salvador en 1524, fundando la ciudad de San Salvador en 1525..
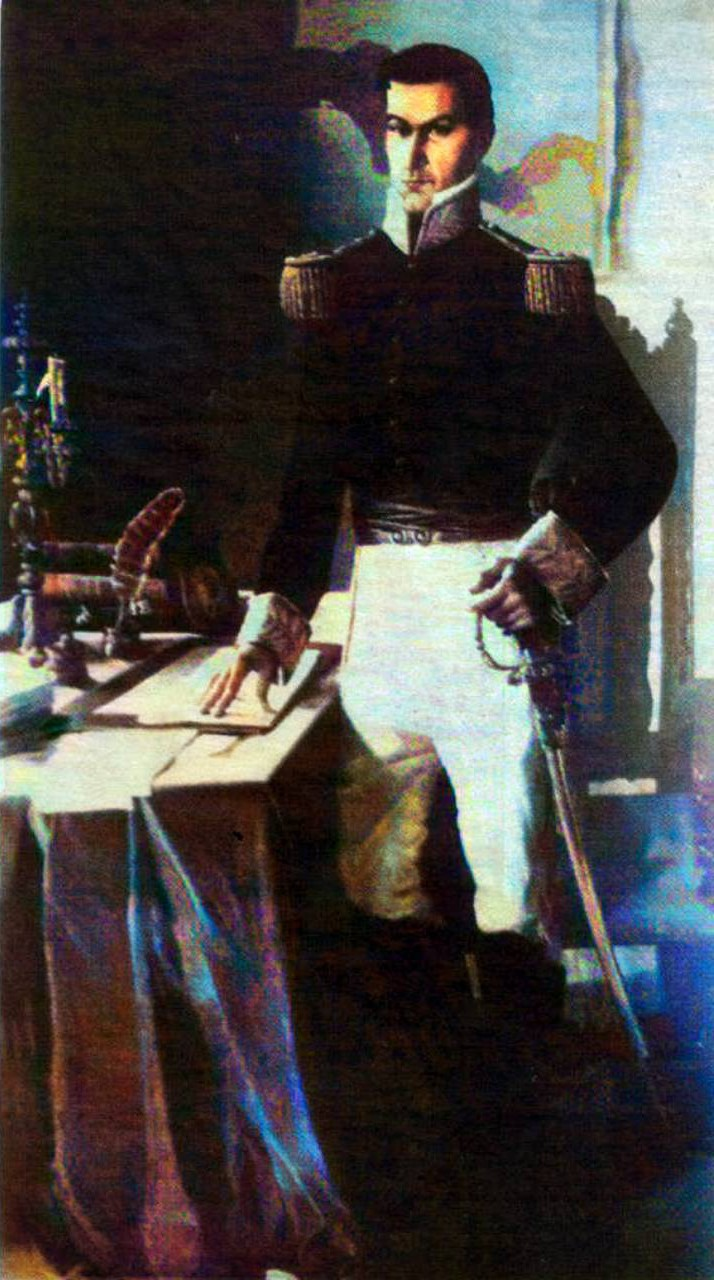
General Manuel José Arce; general salvadoreño condecorado y presidente de la República Federal de Centroamérica de 1825 a 1829

El 12,7% de los salvadoreños son blancos. Los españoles comenzaron a establecerse en El Salvador a mediados de la década de 1520. En 1789, Francisco Luis Héctor de Carondelet fue nombrado gobernador de El Salvador, debido a que la población indígena local que trabajaba en la industria del añil había disminuido considerablemente, Carondolet reclutó trabajadores españoles del norte de España para establecerse en El Salvador. En 1790, Francisco Luis Héctor de Carondelet, ordenó a familias del norte de España (Galicia, Asturias, País Vasco, Cantabria y Navarra) asentarse en la zona para compensar la falta de indígenas para trabajar la tierra; muchos se establecieron en la región que ahora es el departamento de Chalatenango a fines del siglo XVIII. Sus descendientes se encuentran entre las personas rubias y de tez clara del actual departamento de Chalatenango.  Además de las  personas de origen español, la población blanca está compuesta también por salvadoreños de ascendencia francesa, alemana, suiza, inglesa, irlandesa e italiana, y  descendientes de Árabes Palestinos los cuales también son considerados blancos Mediterráneos. La mayoría de los inmigrantes provenientes de Europa llegaron durante los años de la Segunda Guerra Mundial, como refugiados provenientes de República Checa, Alemania, Hungría, Polonia y Suiza.
Entre 1880 a 1920, El Salvador tuvo su pico migratorio de inmigrantes de Europa, así como inmigrantes de países cercanos, asiáticos y otros norteamericanos, cuando arribaron a El Salvador más de 120 000, el peso demográfico no tenía precedentes, en 1880 la población era de 480.000 habitantes y para 1920 ya era de 1.170.000. los principales grupos eran los españoles, italianos, alemanes y algunos franceses, polacos y británicos.

### Salvadoreños de origen francés

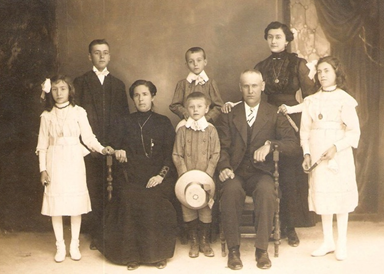
Familia francesa en San Salvador, hacia 1910-1915.
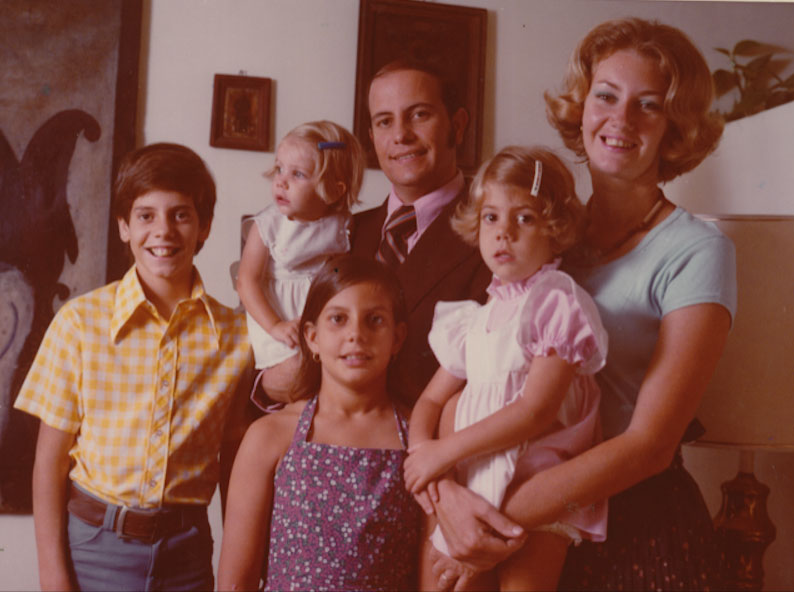
Salvador Llort Choussy y su familia. Salvador Llort y su hermano Fernando Llort fueron artistas, pintores y escultores que se destacan por su contribución al arte moderno salvadoreño, a menudo denominado "Artista Nacional de El Salvador".

La inmigración francesa a la República de El Salvador fue un movimiento importante que recibió el país entre el siglo XIX y mediados del siglo XX, entre 1850 y 1870. Los franceses formaron el grupo extranjero más grande en El Salvador, posteriormente en 1940 a 1950 , formaron uno de los grupos más grandes del país, solo superado por los españoles e italianos. Entre 1850 y 1870, El Salvador fue el principal receptor de franceses en Centroamérica, la mayoría eran comerciantes y empresarios junto a sus familias.
Se estima que entre 1850 y 1950 emigraron a El Salvador más de 7.000 franceses, la mayoría procedían de Aquitania, Occitania y los Alpes, entre 1850 y 1870 llegaron a El Salvador 2.000 franceses El Salvador, entre 1911 y 1937 ingresaron al país 2.000 franceses, finalmente en 1938 a 1945 ingresaron al país 2.500 franceses, la inmigración francesa en esa época influyó mucho en la economía y la educación.
Desde el Periodo Colonial se tiene registro de franceses en territorio salvadoreño, en el que se destacan varios corsarios franceses y piratas franceses. En 1850, varios empresarios y comerciantes franceses partieron hacia El Salvador para trabajar en diferentes oficios como el comercio, la siembra de azúcar. caña, industria y cultivo del café, durante esa época llegaron al territorio 2.000 franceses, la mayoría eran familias adineradas y comerciantes. La mayoría de los franceses que llegarían entre 1880 y 1910 eran comerciantes y profesionales, pero de 1911 a 1937 la inmigración volvería a brillar por diversos motivos. Muchos empresarios y comerciantes llegaron a territorio salvadoreño, en ese momento la inversión francesa en El Salvador era igual a la de los Estados Unidos, durante ese período de tiempo o, 2,000 franceses ingresaron a El Salvador. Según registros históricos, los franceses eran el tercer grupo de extranjeros en el país, solo superados por españoles e italianos.
La mayoría de los franceses que llegaron al territorio nacional procedían primero de Córcega más tarde en 1850 a 1950, la mayoría de los franceses que llegaron al territorio eran de Aquitania, Occitanie y Rhône-Alpes pero también París y otras partes de los Alpes, la mayoría de los franceses se asentaron en San Salvador, sin embargo la ciudad de Santa Tecla en el Departamento de La Libertad (El Salvador) históricamente recibió un gran número de inmigrantes franceses, otros lugares con números significativos son Santa Ana y Antiguo Cuscatlán.

### Salvadoreños de origen alemán

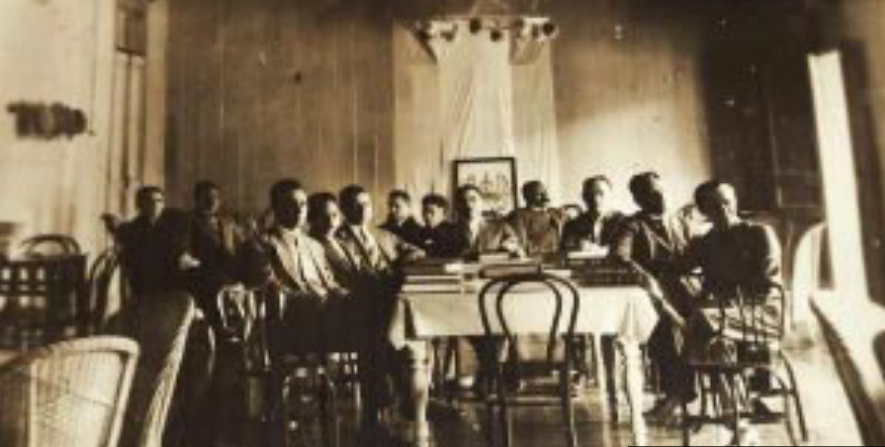
Inmigrantes alemanes en Berlín (El Salvador), asentamiento alemán en El Salvador
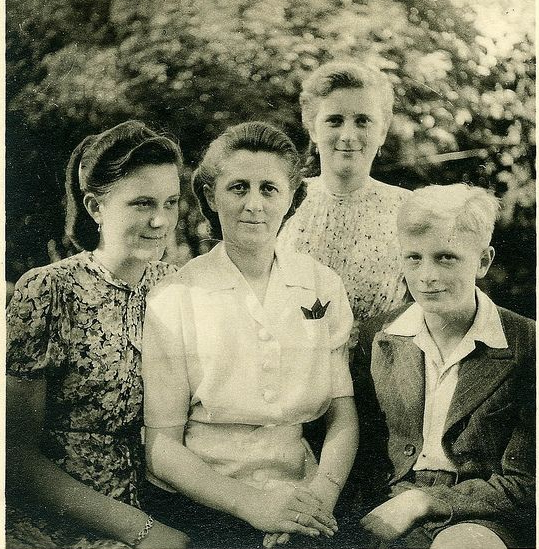
Familia alemana en Santa Tecla (El Salvador), circa 1930-1940

La inmigración alemana a El Salvador fue un movimiento migratorio, que se inició entre 1880 y 1840 cuando se registra la mayor afluencia de alemanes. Los primeros alemanes en El Salvador se unieron a sus familias en su mayoría ricas en 1870 y establecieron cafeterías. En ese momento El Salvador había implementado las reformas liberales que atrajeron a miles de inmigrantes de Europa, Medio Oriente y Asia, así como la inmigración alemana en el país, más familias emigraron a El Salvador y también se distribuyó la tierra agrícola. Los principales asentamientos de estas familias fueron las zonas cafetaleras y también grandes ciudades como Nueva San Salvador ahora conocida como Santa Tecla, San Salvador, Departamento de Chalatenango, Cuscatlán, departamento de Usulután y otras áreas donde los inmigrantes alemanes vieron oportunidades económicas en el país, se destacaron en la industria, el comercio y la agricultura.
Uno de los alemanes más famosos que emigró a El Salvador, fue Walter Thilo Deininger, quien se mudó al departamento de Cuscatlán en 1885. Pronto construyó su hacienda cafetalera y otras industrias. Poco después llegaron más familias alemanas al Departamento de Cuscatlán, El Salvador, así como personajes importantes como Jürgen Hübner, historiador alemán y autor de "Die Deutschen und El Salvador (Los alemanes y El Salvador).
Para 1890, los alemanes eran uno de los grupos de inmigrantes más grandes del país y pudieron establecerse y destacarse entre la multitud de otros inmigrantes europeos. El número de alemanes en El Salvador luego aumentó, sus descendientes eran mucho más que el número de inmigrantes alemanes que vivían en El Salvador. Hubo ciudades fundadas por familias alemanas, como Berlín, Usulután que es un ejemplo muy claro de asentamiento fundado por un alemán. Más tarde llegaron a la zona otras familias alemanas. Al norte de El Salvador, específicamente lo que ahora es al norte de Metapán y Chalatenango, existieron asentamientos alemanes.
El departamento de Usulután fue la zona con mayor presencia de alemanes en El Salvador. Los alemanes comenzaron a llegar a principios del siglo XX y se establecieron para producir café.
El libro “La Población de El Salvador”, de Rodolfo Barón Castro, publicado en 1942, muestra uno de los primeros censos estadísticos publicados por la Dirección Central de Migración en 1937; allí indicó que los cuatro grupos más grandes de inmigrantes en El Salvador, en ese momento, estaban integrados por españoles, palestinos, italianos y alemanes. Los alemanes llegaron al país a principios de 1900 y, junto con italianos, franceses y otros europeos, ayudaron a desarrollar carreteras, construir el Puerto de Puerto El Triunfo.
Además, desde el municipio de Berlín, Usulután había una ruta directa para llegar a Puerto El Triunfo; una ruta ideal para transportar las mercancías que producían y obtener materiales de trabajo.
Era el punto de encuentro donde los descendientes de alemanes y los cercanos a Alemania se reunían para hacer sus negocios debido a que las fincas estaban algo alejadas. Encontraron en esta parte de El Salvador un centro de excelencia para vivir o desarrollarse, pero también necesitaban tener un lugar para reunirse los fines de semana, para ir a conversar, lo cual es propio de las culturas de estos pueblos: tener un punto de encuentro. ”
El asentamiento también fue agrícola, en 1958 la Embajada de Alemania en El Salvador fundó el "Círculo Cultural Salvadoreño-Alemán", (círculo cultural germano-salvadoreño) para promover el intercambio cultural entre Alemania y El Salvador. El Colegio Alemán fue inaugurado el 3 de marzo de 1965, el Foro Cultural Alemán Salvadoreño se viene celebrando cada segundo viernes de noviembre desde 2006 Jardines del Hotel Hilton Princess Oktoberfest. Más de 700 personas/familias participan en una cena típicamente alemana, música alemana y un desfile típicamente alemán disfrutando de disfraces. La tradicional “Fiesta de la Cerveza” continuará gracias al patrocinio de La Constancia y organizado por empresas alemanas. En la ciudad de San Salvador desde 2011 en la tercera semana de octubre se celebra el Oktoberfest Pilsener en el centro de exposiciones y congresos. Más de 27.000 personas asistieron a la edición de 2013, que se convirtió en la Oktoberfest más grande de Centroamérica. Durante cuatro días de festejos, los participantes disfrutan de la cocina y la música tradicional alemana, así como de una gran selección de cervezas, algunas de las cuales se elaboran exclusivamente para el evento.
Alemania es uno de los principales socios comerciales de la Unión Europea con El Salvador y es el mayor importador de café salvadoreño. La Cámara de Comercio Germano-Salvadoreña está formada por alrededor de 85 empresas. Además de una escuela de alemán en San Salvador.

### Salvadoreños de origen italiano

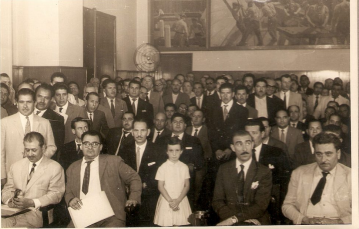
Documentación masiva de inmigrantes italianos en San Salvador, durante el siglo XX
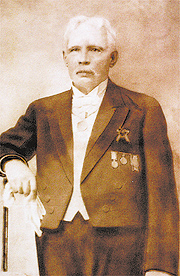
Juan Aberle, ítalo-salvadoreño que compuso el Himno Nacional de El Salvador
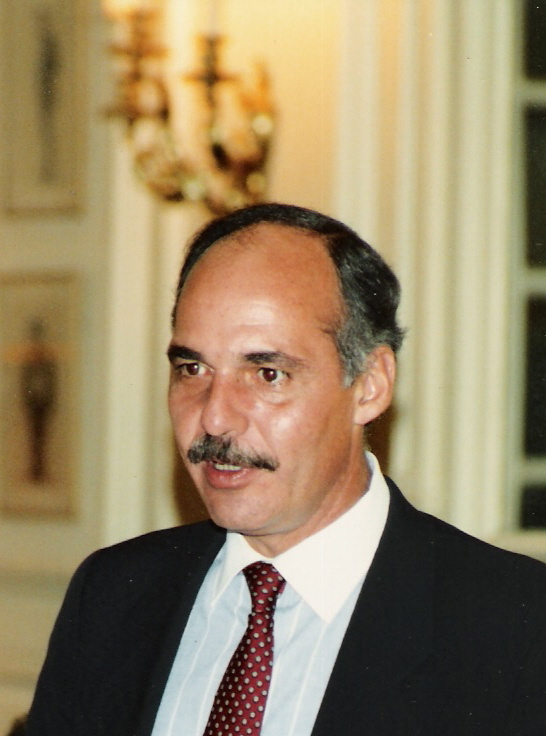
Alfredo Cristiani, expresidente de El Salvador, descendiente de inmigrantes italianos

La inmigración italiana en El Salvador se refiere al movimiento de italianos a la República de El Salvador y uno de los movimientos históricamente más importantes en El Salvador. Los ítalo-salvadoreños son una de las comunidades europeas más grandes del país, y una de las más grandes de Centroamérica y el Caribe, así como una de las de mayor peso social y cultural de América.
Durante mediados del siglo XIX hasta mediados del siglo XX se registraron y llegaron oleadas de inmigrantes italianos de todas las regiones de Italia, principalmente del norte de Italia y del sur de Italia, los primeros italianos que llegaron al país fueron principalmente del Reino de Cerdeña y Piamonte, y también del Reino de las Dos Sicilias, que incluyen varios italianos de diferentes ciudades y provincias, desde 1880, ha habido un flujo de todas las regiones italianas pero principalmente del sur de la península destacando regiones como Campania, Basilicata, Apulia y Sicilia.
Hay registro de italianos que residían y llegaban al país desde 1850, que procedían del Reino de Cerdeña-Piamonte y del Reino de las Dos Sicilias, varios intelectuales, comerciantes y otras clases medias bajas. Se destacan los italianos, durante esos años llegaron varios barcos al país principalmente de importantes ciudades portuarias de Italia, entre las que se encuentran Nápoles, Génova y Palermo, la mayoría de estos italianos entraban por el puerto de Departamento de La Libertad (El Salvador) y en el Oriente del país, durante ese tiempo los italianos en el país no superaban los 2.000, sin embargo en los años siguientes crecería más el número de llegadas.
Para 1870, llegaron más barcos de Nápoles y Génova, entre 30 y 60 inmigrantes italianos, pero muchos comerciantes también ingresaban al país todos los días. Durante ese período de tiempo, el país creó reformas migratorias muy libres, lo que atrajo a más inmigrantes del mundo, muchos italianos llegaron entre 1876 y 1879, se destacan varios barcos al país, principalmente de Campania y Liguria, entre 1870 y 1879, se estima que ingresaron al país más de 2.500 italianos, en ese momento El Salvador era el principal receptor de italianos en Centroamérica, atraídos principalmente por diversas oportunidades agrícolas. En 1880 a 1889 arribaron al país más de 2000 italianos principalmente de Campania y Piamonte, muchas embarcaciones de más de 100 inmigrantes italianos arribaron a las costas salvadoreñas, estas embarcaciones zarparon de Nápoles y Liguria, esta vez se destacó por la llegada de italianos de clase baja y algunos profesionales, sin embargo, también hubo monjas y sacerdotes que llegaron al país para fundar varias iglesias, escuelas y organizaciones importantes. En 1890 la inmigración italiana creció exponencialmente, se estima que entre 1890 y 1899 arribaron al país más de 6500 italianos, la gran mayoría llegó al puerto del Departamento de La Libertad (El Salvador), varios arquitectos y otros Llegaron profesionales italianos, como los que construyeron el Teatro Santa Ana.
En 1890 llegaron al país muchos salesianos provenientes de Turín, zarparon en barcos llenos de inmigrantes italianos y arribaron al puerto del Departamento de La Libertad (El Salvador), muchos se quedaron en la ciudad de Santa Tecla, donde fundaron diversas organizaciones y colegios como el colegio Santa Cecilia, que fue fundado en 1899 por italianos.
En 1898 se funda la primera organización italiana en El Salvador y la primera en Centroamérica, la Sociedad de Asistencia y Beneficencia entre Italianos en El Salvador, conocida como  Assistenza Italiana, el objetivo de esta organización es ayudar a los italianos recién llegados a conseguir un trabajo y ayudarlos financieramente mientras lo consiguieron.

### SigloXX
La época se caracterizó por la entrada masiva de italianos al país, entre 1900 y 1909 llegaron al país más de 10 000 italianos de todas las regiones italianas, en esa época, El Salvador era el segundo receptor de inmigrantes italianos en Centroamérica, muchos buscando mejores oportunidades para sus negocios y mejorar su calidad de vida, donde se destacan varios comerciantes e italianos que ingresan al país, muchos destacándose en áreas como Educación, Música, Agricultura, Industria, Comercio e infraestructura.
Entre 1910 y 1919 ingresan otros miles de italianos ya que registran más de 6000 llegadas al país, los italianos se adaptaron fácilmente al país y cada día llegaban más italianos al país, El Salvador en ese momento logró llegar al principal receptor de italianos en Centroamérica, entre 1920 y 1929 llegaron varios comerciantes y profesionales italianos, pero también italianos de clase baja, muchos montaron sus negocios, en 1930 se paralizó la inmigración italiana por diversas razones, entre 1930 y 1939, se estima que más de 1000 italianos llegaron al país y muchos montaron sus negocios.
En 1940, debido a la Segunda Guerra Mundial, se inicia una gran ola migratoria de miles de italianos que emigran al país, donde se destacan varios comerciantes e italianos que querían mejorar su calidad de vida, esta época se caracterizó por el ingreso de varios refugiados italianos, la mayoría de los cuales procedían del norte de Italia.
Entre 1960 y 1980 llegaron al país varios franciscanos, muchos fundaron escuelas y organizaciones para ayudar al pueblo salvadoreño, y también para reactivar la cultura italiana en el país.
En 1989 un hijo de italianos, Alfredo Cristiani, fue elegido presidente de El Salvador. Después de cinco años difíciles, su mandato terminó en 1994, dejando a su nación estabilizada de la guerra civil que la había asolado durante 20 años.
La inmigración italiana a El Salvador fue un movimiento muy grande que recibió el país, desde 1850 hasta 1929, se estima que más de 32 000 italianos llegaron al pequeño país, en busca de oportunidades laborales y mejoras en su calidad de vida, pero el pico migratorio Fue entre 1880 y 1930, cuando llegaron a El Salvador miles de italianos de todas las regiones, los principales receptores de italianos en América fueron Estados Unidos, Argentina, Brasil, Uruguay y otros países de la región, aunque El Salvador recibió grandes cantidades de inmigrantes italianos y a nivel americano es uno de los que ha tenido más peso social y culturalmente.

### Ocupaciones de los inmigrantes italianos y edad.
Los italianos que llegaron a mediados del siglo XIX eran en su mayoría de clase media o pobre, muchos eran agricultores y trabajadores que llegaban al país a buscar trabajo, también llegaron varios comerciantes, según algunos registros, los italianos que llegaron al país entre 1850 y 1870, eran muchas familias, que en promedio tenían entre 22 y 26 años, más el 60% de los inmigrantes que llegaban al país eran hombres y el 40% mujeres.
De 1870 a 1879 llegaron al país 2.5000 italianos, el 63,5% eran hombres, la edad promedio rondaba los 20 a 30 años y la mayoría eran comerciantes, obreros y agricultores, entre 1880 y 1889 emigraron al país alrededor de 2.000 Italianos, 64% hombres y 44% mujeres, la edad varió ampliamente, de 2 años a 50 años, la mayoría eran comerciantes, trabajadores y agricultores, con una llegada creciente de sacerdotes, monjas y predicadores. Entre 1890 y 1891 se registró el segundo pico más alto, cuando ingresaron a El Salvador 6500 italianos, la edad promedio rondaba los 20 a 30 años, y las ocupaciones más numerosas eran comerciantes, obreros, agricultores, sacerdotes, monjas, maestros. y arquitectos. El pico más alto de inmigración italiana en el país se produjo entre 1900 y 1909, cuando 10.000 italianos emigraron al país en busca de un futuro mejor, el 60% eran hombres y el 40% mujeres, y la edad media rondaba los 20 años. 30 años de edad, las ocupaciones más numerosas eran obreros, comerciantes y algunos maestros, para 1910 a 1919 ingresaron a El Salvador más de 6,000 italianos, este año se distingue por un crecimiento de inmigrantes que son mujeres con alrededor del 43% y el 57% son hombres, la edad varía entre 3 años a 50 años, posteriormente, entre 1920 a 1930, la mayoría que llegó al país se dedicaba al comercio, agricultura y otros negocios y actividades.

### Asentamientos italianos en El Salvador
Los primeros italianos que ingresaron al país se establecieron en Santa Ana y Departamento de San Miguel (El Salvador). Otros se asentaron principalmente en el oriente del país, en el Departamento de San Miguel (El Salvador), Usulután y el Departamento de La Unión. En el norte del país, en el Departamento de Chalatenango, también se asentaron varios grupos de italianos.
Los italianos del sur se asentaron principalmente en el Departamento de San Miguel (El Salvador), Santa Ana, San Salvador y otros departamentos del país, donde se destacan varias ciudades, Santa Tecla fue la que recibió mayor peso demográfico debido a la inmigración italiana, desde que se convirtió en la capital llegaron diversas comunidades italianas.
Los lucanos, campanos, sicilianos y pulleses, tenían sus principales destinos en San Salvador, Santa Ana y Departamento de San Miguel (El Salvador), mientras que los italianos del norte: los piamonteses , vénetos, ligures y lombardos se asentaron principalmente en Departamento de La Libertad (El Salvador), San Salvador, Chalatenango, Santa Ana y  Departamento de San Miguel (El Salvador). Varios italianos se establecieron en el departamento de Sonsonate, particularmente de Castelnuovo di Conza en la región de Campania, y Usulután recibió a varios agricultores italianos del norte de Italia, también en La Unión donde varios sureños y norteños asentados, principalmente piamonteses y calabreses. En los demás departamentos del país se asentaron grupos minoritarios pero visibles de italianos. éxito en el comercio y la agricultura.

### Salvadoreños árabes

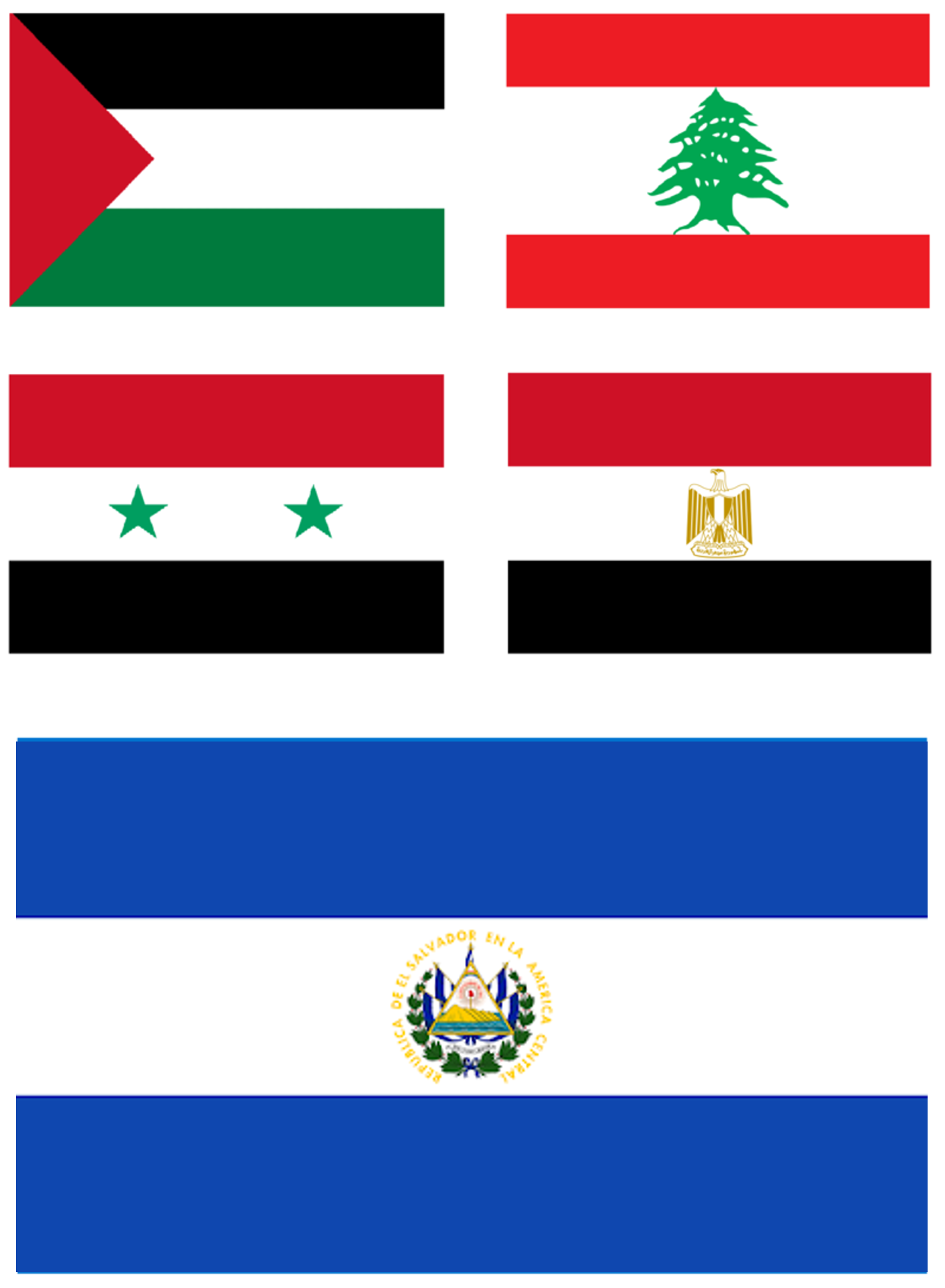
Los árabes salvadoreños incluyen salvadoreños palestinos, salvadoreños libaneses, salvadoreños sirios y salvadoreños egipcios.
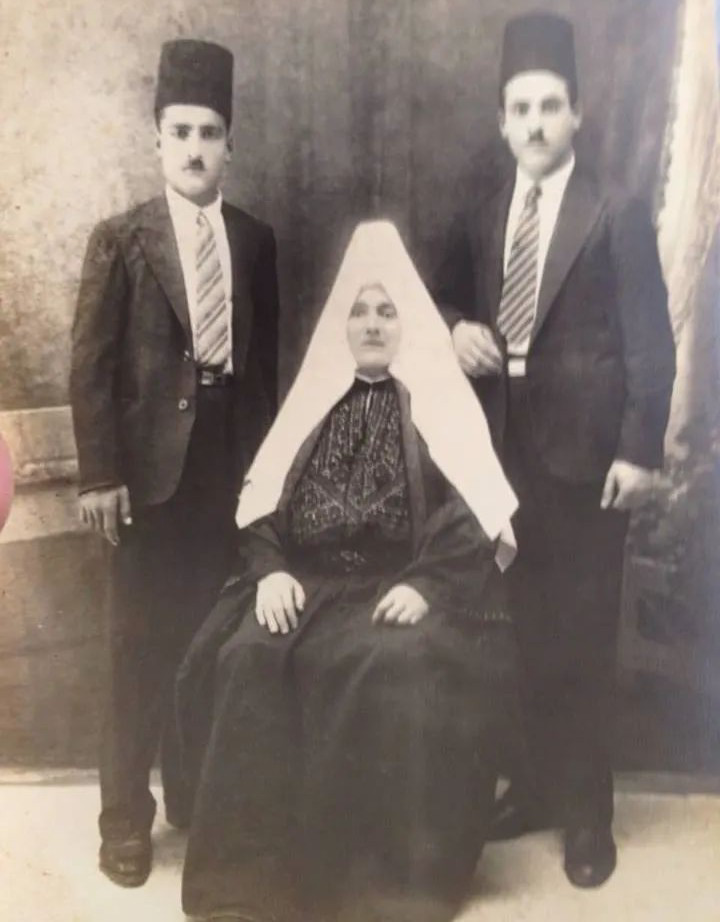
Familia Manzue de Belén Palestina, llegaron a El Salvador en 1910
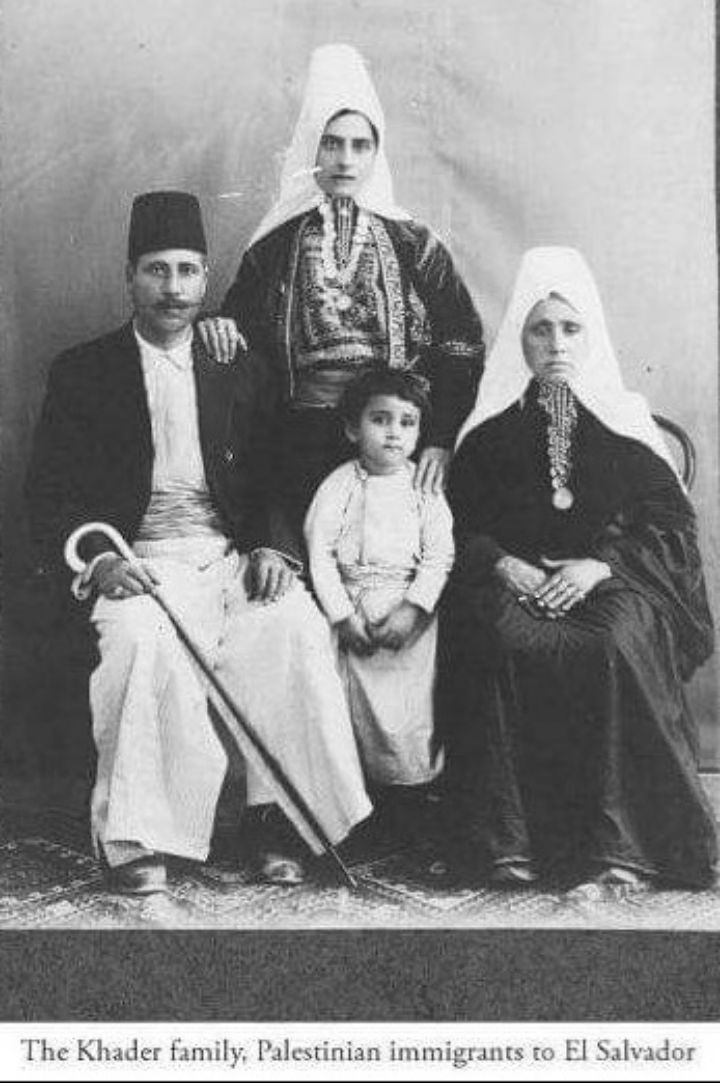
La familia Khader (Cader) emigró de Palestina a El Salvador, alrededor de 1925
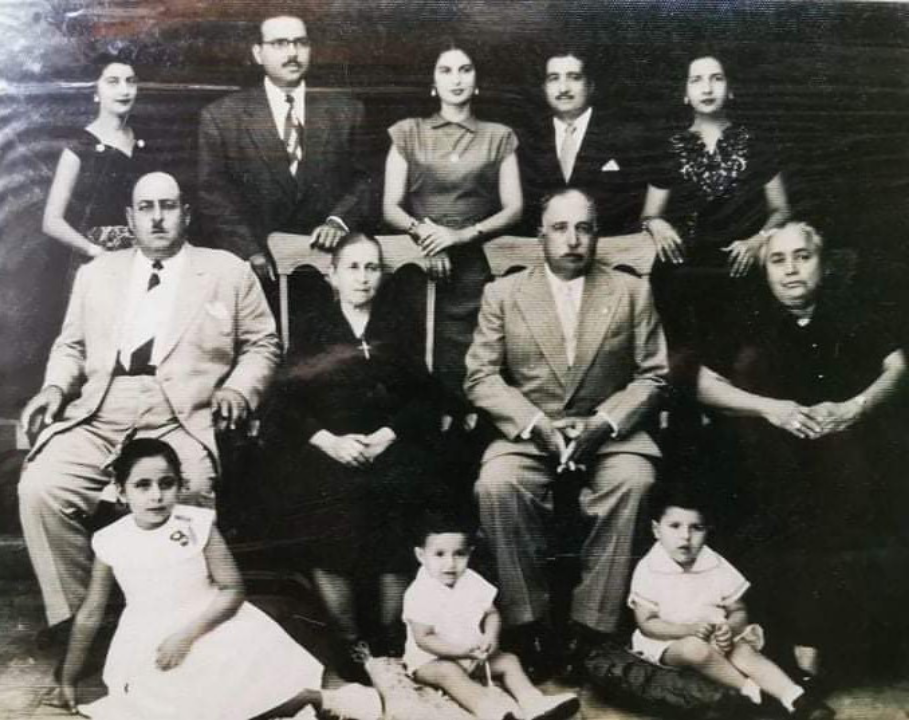
Familia palestina en Usulután El Salvador 1952
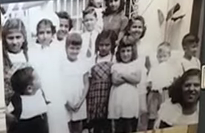
Niños palestinos refugiados en El Salvador
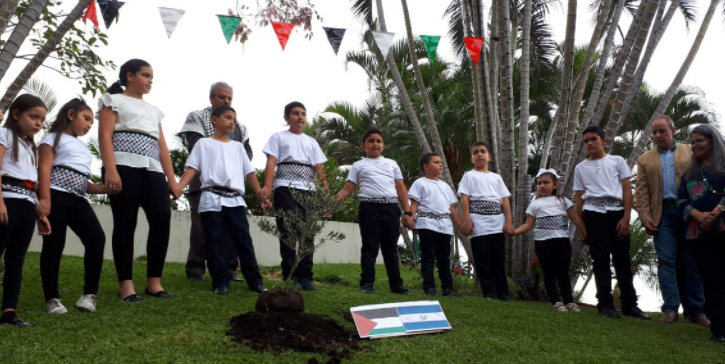
Niños de ascendencia palestina celebrando (Día de Palestina) en el Club Arabe Salvadoreño "Club Árabe-Salvadoreño
Descendientes de palestinos toman una foto junto a un busto de Yasir Arafat, San Salvador

Hay una población árabe significativa (de aproximadamente 120.000); principalmente de Palestina (especialmente del área de Belén) pero también del Líbano, Marruecos y Siria. Los salvadoreños de ascendencia árabe sumaban alrededor de 100.000 personas, mientras que los salvadoreños de ascendencia libanesa son alrededor de 25 000.
La historia de los árabes en El Salvador se remonta a finales del siglo XIX, cuando los enfrentamientos religiosos en el Imperio Otomano indujeron a muchos palestinos, pueblo libanés, egipcios, tunecinos, argelinos, iraquíes, omaníes, saudíes y sirios a abandonar la tierra donde nacieron y viajar a El Salvador en busca de un lugar donde pudieran vivir en relativa paz. Por razones similares pueblos turcos y persas cristianos de Turquía, Irán y Afganistán también llegaron a El Salvador casi al mismo tiempo. También hubo factores económicos que contribuyeron a la inmigración desde el Medio Oriente; muchos inmigrantes sintieron que podían lograr el éxito en el extranjero a un nivel que no podían en sus países de origen.
La primera ola de migración árabe a El Salvador comenzó entre 1880 y 1920, en medio de una gran afluencia de inmigrantes al país. Estos árabes se asentaron en las ciudades de San Salvador, San Miguel, Santa Ana, Santa Tecla, Usulután y La Unión.
La población de El Salvador aumentó de 482.400 en 1879 a 1.168.000 en 1920, con la inmigración, incluida la inmigración de finales del Imperio Otomano, impulsando sustancialmente el crecimiento.
La inmigración árabe en El Salvador comenzó a fines del siglo XIX a raíz de las políticas represivas aplicadas por el Imperio otomano contra los de la Iglesia católica maronita. Varios de los destinos que eligieron los libaneses en ese momento fueron en países del continente americano, entre ellos El Salvador. Esto dio como resultado que los residentes de la diáspora árabe se caracterizaran por forjarse en familias cristianas devotas y muy apegadas a sus creencias, pues en estos países pueden ejercer su fe sin temor a la persecución, lo que resultó en el auge de los pueblos libanés-salvadoreño, sirio-salvadoreño y Comunidades palestino-salvadoreñas en El Salvador.
Actualmente, la comunidad palestino forma la población de la diáspora árabe más grande de El Salvador, con 70.000 descendientes directos, seguida por la comunidad libanés con más de 27.000 descendientes directos. Ambos están compuestos casi en su totalidad por católicos y iglesias ortodoxas orientales. La matanza de cristianos árabes libaneses y palestinos a manos de musulmanes inició las primeras migraciones árabes a El Salvador.
El matrimonio interétnico en la comunidad libanesa con salvadoreños, independientemente de la filiación religiosa, es muy alto; la mayoría tiene un solo padre de nacionalidad libanesa y madre de nacionalidad salvadoreña. Como resultado, algunos de ellos hablan árabe con fluidez. Pero la mayoría, especialmente entre las generaciones más jóvenes, hablan español como primer idioma y árabe como segundo.
Durante la guerra entre Israel y el Líbano en 1948 y durante la guerra de los Seis Días, miles de libaneses abandonaron su país y se fueron a El Salvador. Muchos llegaron a La Libertad, donde comprendían la mitad de la actividad económica de los inmigrantes.
Líbano había sido un posesión del Imperio Otomano. Aunque la administración imperial, cuya religión oficial era el Islam, garantizaba la libertad de culto para las comunidades no musulmanas, y el Líbano en particular tenía un estatus semiautónomo, la situación para los practicantes de la Iglesia católica maronita era complicada, ya que tuvieron que cancelar impuestos exagerados y sufrieron limitaciones por su cultura. Estas tensiones se expresaron en una rebelión en 1821 y una guerra contra los drusos en 1860. El clima hostil hizo que muchos libaneses vendieran sus propiedades y tomaran barcos en los puertos de Sidón, Beirut y Trípoli rumbo a las Américas.
Los árabes-salvadoreños y sus descendientes tradicionalmente han desempeñado un papel importante en la vida económica y política de El Salvador, y muchos se han convertido en líderes empresariales y figuras políticas notables.
En 1939, la comunidad árabe radicada en San Salvador organiza y funda la “Sociedad Unión de la Juventud Árabe”

### Salvadoreños judíos

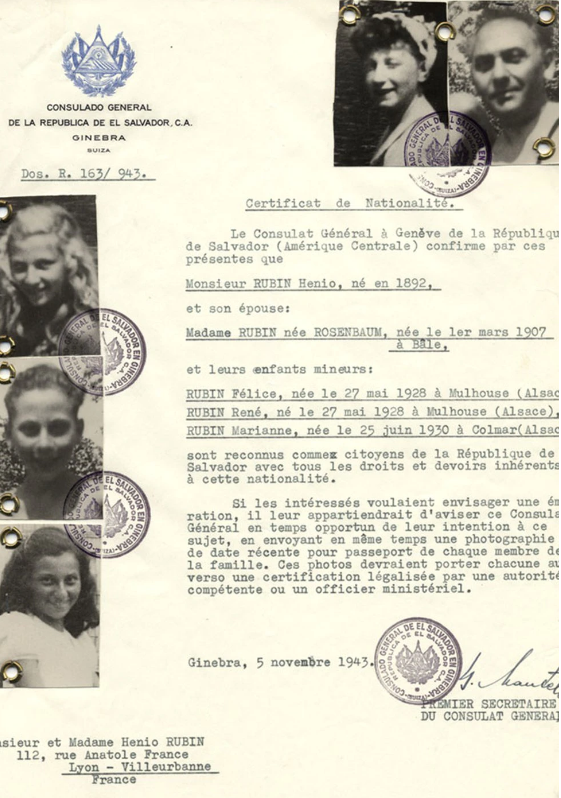
Representación de documentos que fueron entregados a una familia judía de Europa Central. La mayoría de los judíos que vinieron a El Salvador eran de Alemania, Polonia, Hungría y Suiza. 40,000 personas se salvaron con documentos de ciudadanía salvadoreña como estos, dados por Arturo Castellanos y José Gustavo Guerrero

Hay una pequeña comunidad de judíos que llegaron a El Salvador desde Francia, Alemania, Marruecos, Túnez y Turquía. También llegaron judíos askenazíes refugiados durante la Segunda Guerra Mundial:
Desde época colonial, se tiene registro de judíos en América Latina, en El Salvador se tiene registro de varias inmigraciones judías provenientes de Portugal, después de la independencia de El Salvador, se cree que el primer inmigrante judío fue Bernardo Haas, nacido en Alsacia. Posteriormente, el primer judío alemán documentado llegó al país en 1888, según la académica Jessica Alpert. Francia y Europa Central fueron los principales países de origen de esta migración judía contemporánea, la mayoría eran asquenazíes y sefarditas, se quedaron permanentemente en El Salvador.
Las leyes migratorias de El Salvador eran muy libres entre 1821 a 1930, no obstante cambiaron después de 1930, pero estas leyes estrictas culminan en 1940, durante la Segunda Guerra Mundial llegan varios refugiados judíos asquenazíes principalmente de Hungría, Alemania, Polonia, Suiza, Eslovaquia y Francia, entregándoles varios documentos de nacionalidad salvadoreña.
En la actualidad la comunidad judía en El Salvador es bastante pequeña, no obstante hay un número considerable de descendientes y han destacado en la sociedad, como lo son varios empresarios y políticos de origen judío, como Ernesto Muyshondt.

### Gitanos en El Salvador

Pueblo gitano

Las caravanas gitanas en El Salvador en el siglo XX. La ciudad de Santa Tecla fue uno de los lugares donde hubo campamentos de gitanos en El Salvador en las primeras décadas del siglo XX. El 7 de mayo de 1926, los periódicos de la ciudad de San Miguel, El Salvador informaron que dentro de su área urbana había una comunidad nómada de gitanos, a quienes también se les llamaba húngaros o magiares (por Magyar o Hungría, zona a la que entonces pertenecían), gitanos o "peroleros", denominación debida a las enormes ollas o sartenes que siempre llevaban en sus carretas y con las que preparaban comidas comunitarias entre enormes leñadores. estufas encendidas.
En 1929, el escritor Francisco Miranda Ruano recordaría a "Los gitanos cansados de aquel día" de su lejana infancia y cuyas peripecias abrieron su vocación de escritor. La propagación de ideas teosóficas, fascistas y nacionalsocialistas entre militares y civiles en El Salvador en las décadas de 1920 y 1930 creó un ambiente adverso para la llegada periódica del pueblo gitano a El Salvador. La máxima expresión de este encierro mental y cultural se dio durante el gobierno dictatorial del general Maximiliano Hernández Martínez, quien emitió una Ley de Migración que prohibió el ingreso al país de negros, árabes, turcos, chinos y gitanos. Esto hace que los gitanos en El Salvador oculten su identidad.
El Holocausto romaní en la Europa nacionalsocialista de 1935 a 1945 mató a miles de gitanos. Algunos de ellos pudieron salvarse de ese triste destino, gracias a los miles de certificados de nacionalidad salvadoreños emitidos, en una operación clandestina, por el cónsul salvadoreño en Ginebra, Coronel Arturo Castellanos, José Gustavo Guerrero y su secretario judío de Transilvania, George Mandel-Mantello.
En la década de 1980, la escritora Claribel Alegría incluyó en su novela Alicia en el país de la realidad al personaje "La gitana", que funcionó como una conciencia rebelde y feminista dentro de la estructura literaria de la obra. A la vez resultó ser un homenaje a las caravanas gitanas que alguna vez pasaron por Santa Ana, Sonsonate, Nahulingo, Usulután, Santiago de María, Chalatenango, San Miguel, El Salvador, La Unión y muchos otros pueblos, calles, ciudades y territorios de El Salvador.
Más de ocho décadas después de tan terrible legislación racista, la lengua romaní ya no se escucha en territorio salvadoreño. En lengua romaní, al padre de familia se le llama "Shero Rom", y se teoriza que podría ser el origen de la palabra salvadoreña "Chero" para designar a un amigo.

### Salvadoreños de origen africano

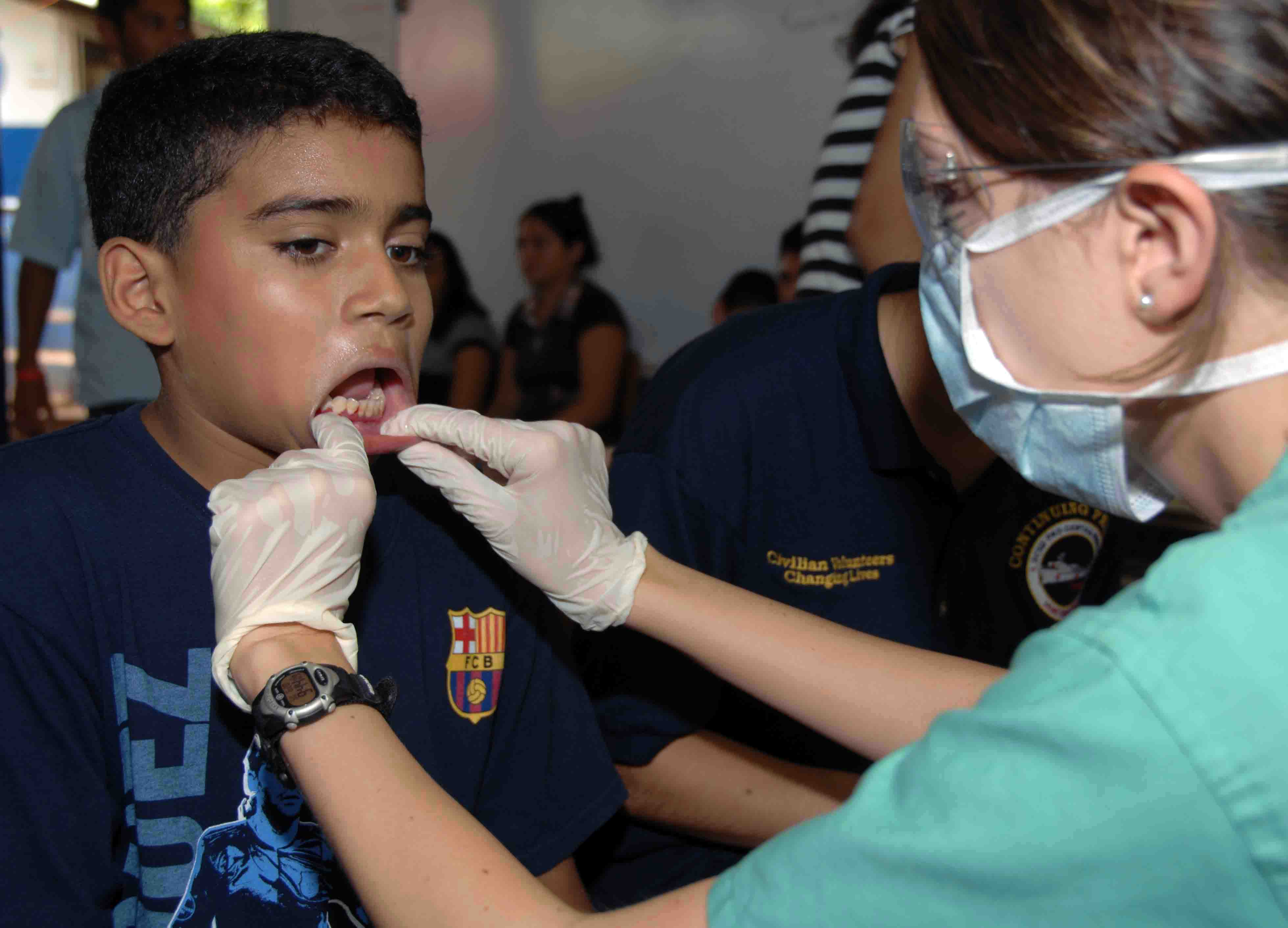
Niño salvadoreño en La Unión, El Salvador
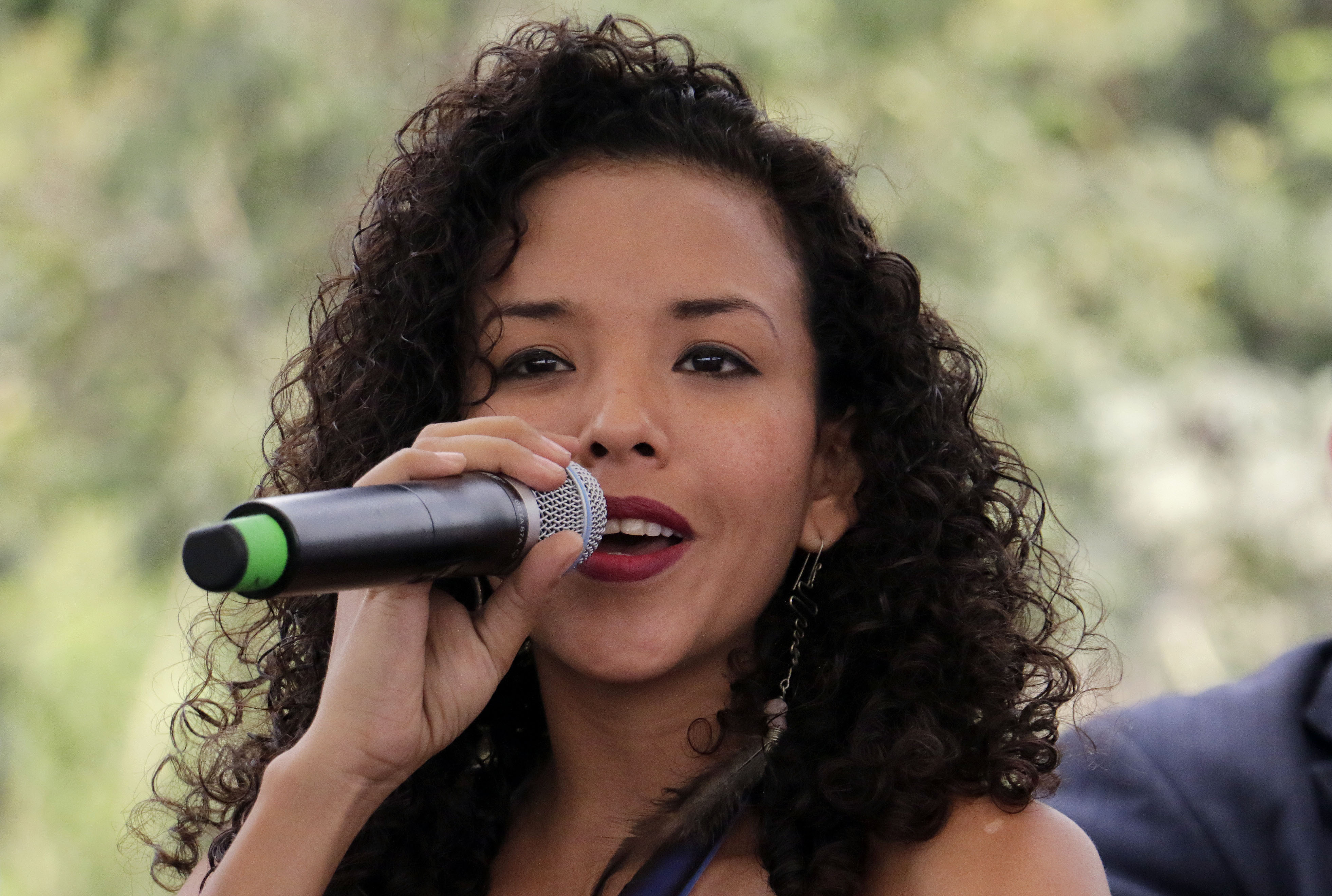
Salvadoreña en San Salvador

Los afrodescendientes salvadoreños, llamados Pardo (casta) y, a veces, afro-mestizos en la época colonial, son descendientes de la población africana que fue esclavizada y enviada a El Salvador para trabajar en minas en regiones específicas de El Salvador. Se han mezclado y fueron absorbidos naturalmente por la población mestiza en general, que es una combinación de una mayoría mestiza y una minoría de descendientes africanos, que son poblaciones racialmente mixtas. Así, no quedan extremos significativos de fisonomía africana entre los salvadoreños como los hay en los demás países de Centroamérica. Un total de solo 10,000 esclavos africanos fueron traídos a El Salvador en un lapso de 75 años, comenzando alrededor de 1548, unos 25 años después de la colonización de El Salvador. El Salvador es el único país de América Central que no tiene poblaciones de antillanos ingleses (antillanos) o garífunas del Caribe, sino que tenía esclavos africanos coloniales más antiguos que vinieron directamente de África. Esta es la razón por la que El Salvador es el único país de América Central que no tiene una cultura caribeña, y en cambio conserva su cultura clásica de América Central.

## Composición genética
Los diferentes estudios genéticos muestran que la población salvadoreña es homogénea, sin ninguna variación significativa entre las distintas regiones del país. Mientras que en los análisis de Adn autosómico (es decir de aquellos genes que se encuentran en los cromosomas no sexuales del núcleo celular) y en el adn del cromosoma Y (que se hereda por vía paterna), tiende a predominar la herencia europea (principalmente en las áreas urbanas), seguida muy de cerca por la población indígena, y en menor cantidad por la africana; en el adn mitocondrial (que se hereda por vía materna), en cambio, predominan los haplogrupos de origen indígena, y en menor medida los de origen europeo y africano. Lo que muestra que el proceso de mezcla, entre los distintos grupos étnicos, estuvo sesgado por el sexo de los individuos.

### Análisis de Adn autosómico
En el estudio genético titulado «Genomic Components in America's demography», en el que participaron genetistas de todo el continente y Japón, encontraron que la composición genética promedio del salvadoreño promedio es:
| País        | Aporte europeo | Aporte africano | Aporte amerindio |
| ----------- | -------------- | --------------- | ---------------- |
| El Salvador | 52%            | 8%              | 40%              |

En 2008, Oliveira Godinho, de la Universidad de Brasilia, realizó el estudio O impacto das migrações na constituição genética de populações latino-americanas, un análisis de compilados genéticos definidos en diferentes países latinoamericanos, obteniendo los siguientes resultados para América Central:
| País        | Aporte europeo | Aporte africano | Aporte amerindio |
| ----------- | -------------- | --------------- | ---------------- |
| El Salvador | 15,1%          | 9,7%            | 75,2%            |

En 2016 se realizó el estudio Admixture in the Americas Regional and National Differences en el que se mostraron los siguientes resultados:
| País        | Aporte europeo | Aporte africano | Aporte amerindio |
| ----------- | -------------- | --------------- | ---------------- |
| El Salvador | 46%            | 10%             | 44%              |

El estudio Admixture and genetic relationships of Mexican Mestizos regarding Latin American and Caribbean populations based on 13 CODIS-STRs encontró que la mezcla genética de algunos países centroamericanos era la siguiente:
| País        | Aporte europeo | Aporte africano | Aporte amerindio |
| ----------- | -------------- | --------------- | ---------------- |
| El Salvador | 51,7%          | 6,3%            | 42%              |

### Análisis del Adn del Cromosoma Y
El estudio «The genetic male legacy of El Salvador” de Lovo-Gómez et al. (2006); con una muestra general de 93 individuos no emparentados de las áreas urbanas del país, y 67 individuos de diferentes grupos étnicos provenientes del área rural de Conchagua, San Alejo, Panchimalco, Izalco y Nueva Concepción (en este último, contando únicamente con gente blanca); encontró un total de 13 haplogrupos y 136 haplotipos diferentes. El haplogrupo más frecuente en la población de las áreas urbanas fue el europeo R1b (con un porcentaje del 43%), seguido por el indígena Q3 (actualmente llamado Q1b1a1a; con 31,2%), el asiático P (con 7,5%), y el africano BR (actualmente BT; con 4,3%); mientras que en las muestras rurales, consideradas en su conjunto, el más frecuente fue el haplogrupo indígena Q3 (con 49,3%), seguido por R1b (con 23,9%), P (con 10,4%), y BR (con 7,5%).
En el estudio «Population data for 12 Y-chromosome STR loci in a sample from El Salvador» de Monterrosa et al. (2010), que contaba con una muestra de 150 individuos, se encontraron 121 haplotipos que al comprarlos con las muestras de otros territorios se observó que la población de El Salvador se encuentra más cerca del conglomerado europeo (compuesto por muestras de población general europea y sudamericana de Brasil, Argentina, Colombia y Venezuela) que al grupo de poblaciones nativas y mestizas de Centro y Sudamérica, lo que puede explicarse por las diferencias en la proporción de aportes europeos versus indígenas en estos grupos poblacionales.

### Análisis de Adn mitocondrial
El estudio «Mitochondrial Echoes of First Settlement and Genetic Continuity in El Salvador» de Salas et al. (2009), contando con una muestra de 90 personas, encontró 49 haplotipos que corresponden a 7 haplogrupos; siendo el haplogrupo mitocondrial más predominante el haplogrupo de origen indígena A2 (en un aproximadamente 91%), que procede de los primeros pobladores del continente y cuyas variantes más antiguas habrían llegado por primera vez al territorio salvadoreño hace unos 13,400 ± 5,200 años antes del presente. Además de este, se encuentran en menor proporción los haplogrupo de origen indígena B2 y C1 (cada uno en una proporción del 2%); seguida por los haplogrupos procedentes de Europa U2c, H, y T2; y el haplogrupo de origen africano L0a1a.
En el estudio «Population analysis of complete mitogenomes for 334 samples from El Salvador» de Aizpurua-Iraola et al. (2023), realizado con una muestra de 334 personas, se encontraron 293 haplotipos que corresponden a 54 haplogrupo (de los que el 91% es de origen indígena). De esos haplogrupos, el más predominante es el haplogrupo A2 con un porcentaje de 72,7%, siendo seguido por el B2 (con un 9,6%) y C1 (con un 5,99%). De los haplogrupos no nativos, el más común fue el haplogrupo H, de origen europeo, con un porcentaje de 3.9%; seguido por los haplogrupos de origen africano L2 (con un 1,5%) y L3 (con 2,1%). Al comparar la desviación estándar, de los resultados, con los de las muestras de otros territorios, los datos genéticos del país se encuentra junto con otras poblaciones latinoamericanas pero a su vez aparece algo separado por las diferencias en las frecuencias en los haplogrupos de nativos americanos (sobre todo el A2), lo que también sucede cuando solo se consideran muestras de indígenas; asimismo, los datos del país se agrupan junto con otras poblaciones centroamericanas (como las de Nicaragua) y las del sureste de México, debido únicamente a que comparten altas frecuencias de A2 (difiriendo en la proporción de las demás), y lo mismo ocurre al comparar únicamente muestra de nativos; lo que puede deberse a la especifidad de las secuencias de los indígenas salvadoreños.

## Idiomas
Todos los habitantes de El Salvador hablan el idioma español, aunque el idioma inglés es cada vez más hablado y se estima que la mitad de la población sabe hablar inglés,[cita requerida] debido en gran parte al auge que ha tenido en el país en cuanto a empresas que requieren personas bilingües (español-inglés), además del hecho de ser casi indispensable en muchas áreas de estudio; otras lenguas que han tomado relevancia en los últimos años debido a las comunidades de extranjeros residentes son alemán, francés y japonés.[cita requerida]

## Religión
De acuerdo con un estudio de Opinión Pública hecha por la Universidad Centroamericana José Simeón Cañas (UCA) en 2008, la mitad de la población salvadoreña profesa la religión católica (50,4%), seguido por los protestantes en su mayoría pentecostales, Asamblea de Dios, bautistas, entre otras con un 32,9%, corresponde a un 3,1% las otras religiones y el 13,6% no tiene identificación religiosa.
Una encuesta poblacional hecha por UCA en el 2019 reveló que el 41,3% son católicos, 37,2% evangélicos, 2,8% y 18,7% es ninguna/ateo o agnóstico. y según la encuesta latino barómetro, el 39% es católica , el 29% es evangélica, el 2% son otras religiones y el 30% ninguna, ateo o agnóstico.

## Estadísticas delCIAWorld Factbook[64]
- PORCENTAJE DE MUJERES Y HOMBRES SOLTEROS EN EL SALVADOR
  - Hombres: 3 172 244
  - Mujeres: 3 456 458
  - 0-14 años: 25,3% (hombres 855 841/mujeres 818 642)
  - 15-64 años: 66,3% (hombres 2 077 745/mujeres 2 317 416)
  - 65 años y más: 8,4% (hombres 238 658/mujeres 320 400) (2024 est.)
- Tasa de Crecimiento de la Población:
  - 0,34% (2024 est.)
- Tasa de Natalidad: (2024 est.)
  - 17.1/1000 habitantes
- Tasa de Mortalidad:
  - 5.9 defunciones/1000 personas (2024 est.)
- Proporción de Hombres y Mujeres:
  - Al nacer: 1,05 hombres/mujeres
  - Menor de 15 años: 1,05 hombres/mujeres
  - 15-64 años: 0,9 hombres/mujeres
  - 65 años y más: 0,74 hombres/mujeres
  - Población total: 0,92 hombres/mujeres (2024 est.)
- Tasa de Mortalidad Infantil:
  - 11.7 defunciones/1000 nacimientos vivos (2024 est.)
- Esperanza de Vida al Nacer:
  - Población Total: 75.9 años
  - Hombres: 72.4 años
  - Mujeres: 79.5 años (2024 est.)
- Tasa de fertilidad Total:
  - 2.02 hijos(as) por mujer (2024 est.)
- Nacionalidad:
  - Sustantivo: salvadoreño(a)
  - Adjetivo: salvadoreño(a)
- Alfabetismo:
  - Definición: personas sobre 15 años que pueden leer y escribir.
  - Población total: 89,1%
  - Hombres: 91,3%
  - Mujeres: 87,3% (2024 est.)
- Edad Media:
  - 29.7 años (2024 est.)

## Migración

### Emigración
Luego de la guerra civil salvadoreña de 1980, provocó un éxodo masivo de emigrantes salvadoreños en busca de refugio, particularmente en naciones como Estados Unidos, Canadá, España, Guatemala, Costa Rica, Panamá, México, entre otras. Para 1990 más de medio millón de salvadoreños se encontraban en el extranjero, cifra tres veces superior a la de 1980. El Salvador destaca como el principal país expulsor, responsable del 40% del total de la emigración de la subregión, que en un 80% se dirige a los Estados Unidos.
En 2020 había cerca de 1,6 millones de salvadoreños viviendo fuera del país (no necesariamente incluye a personas de segunda generación), lo cual representa un aumento del 21,6% frente al 2010 e indica que el 19,9% de la población nacida en El Salvador vive en un país extranjero.

### Inmigración
El Salvador no ha sido receptor visible de corrientes de inmigrantes, pero resulta importante referirse a la inmigración y sus tendencias. 
A comienzos del siglo XX recibió migrantes de Palestina, Líbano y la inmigración de judíos sefardíes provenientes de España, que continuó con el arribo de judíos askenazíes refugiados durante la Segunda Guerra Mundial.
Según el censo de población de 1992, el total de inmigrantes alcanzó a 26 000 personas, lo que representa el 0,5% de la población total del país. La mayor comunidad extranjera en el país proviene de Honduras (32,8%), seguido de los provenientes de Guatemala (17,1%) y Nicaragua (8,1%). Fuera de la subregión, destacan los nacidos en los Estados Unidos (16,7%), y México (5,1%). Fuera del continente destaca una ola importante de inmigrantes provenientes de Palestina, Líbano, Siria, China y Turquía.
En la actualidad se estima que viven más de 100 000 hondureños, más de 100 000 nicaragüenses y más de 40 000 guatemaltecos buscando atención médica y oportunidades.